# Monumenti e luoghi d'interesse di Reggio Calabria
Nel corso dei secoli vari eventi distruttivi, sia ad opera umana che naturale, hanno devastato Reggio Calabria che oggi presenta un aspetto moderno, effetto principalmente delle ultime ricostruzioni eseguite dopo il terremoto del 1908. Molte delle opere d'arte e degli edifici realizzati nei secoli sono andati perduti, tuttavia la città conserva esempi monumentali di pregio e antiche vestigia che testimoniano la sua storia plurimillenaria.

## Architetture religiose
Sono numerosi e vari i luoghi di culto religioso costruiti a Reggio, o sul suo territorio storico, durante il corso della lunga storia cittadina. Su tutto il territorio comunale sono presenti 68 chiese, 8 santuari, 52 comunità religiose e 26 oratori.

### Chiese della zona centro

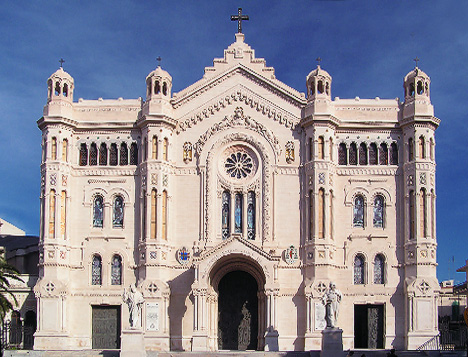
Cattedrale
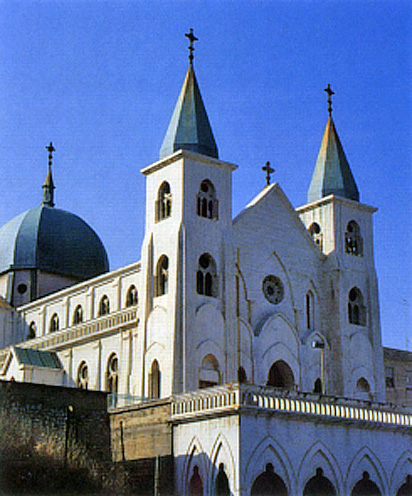
Santuario di Sant'Antonio da Padova

Alcune principali chiese
- Cattedrale
- Santuario di Sant'Antonio da Padova

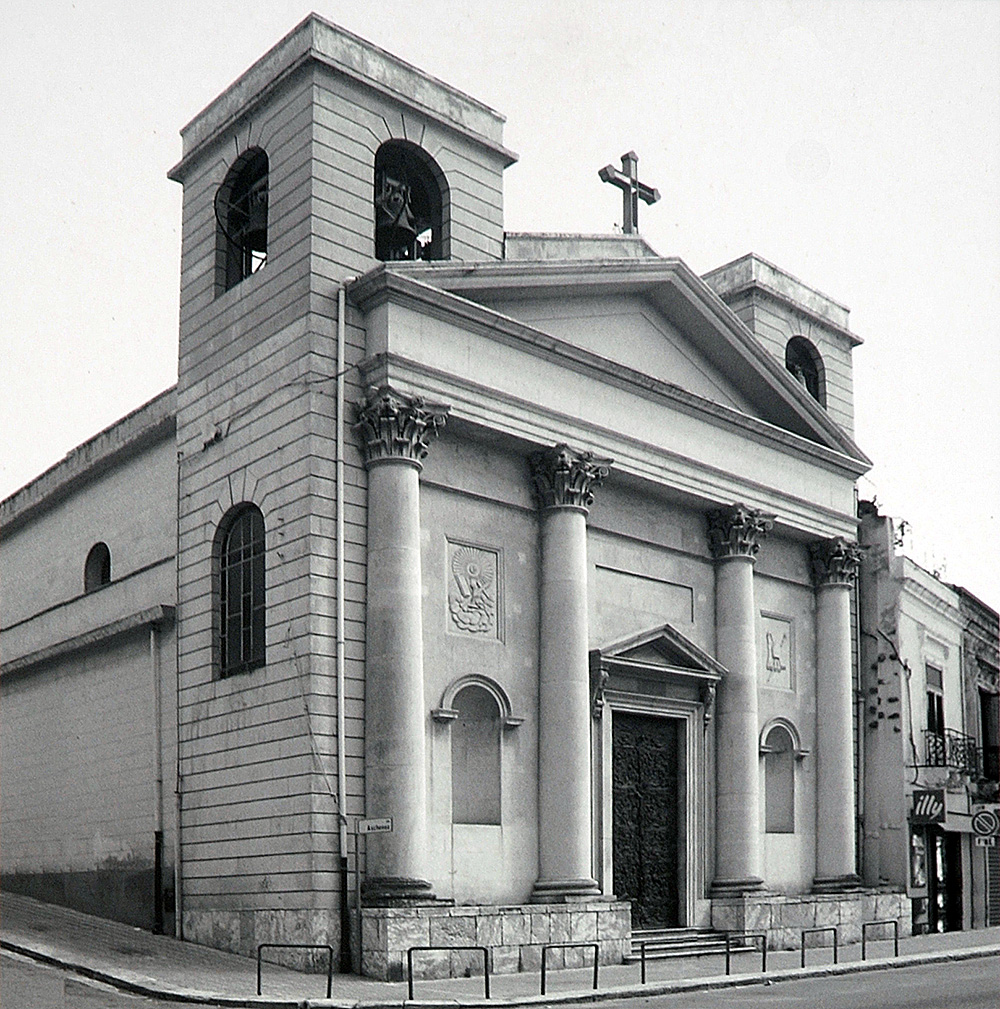
Cattolica dei Greci
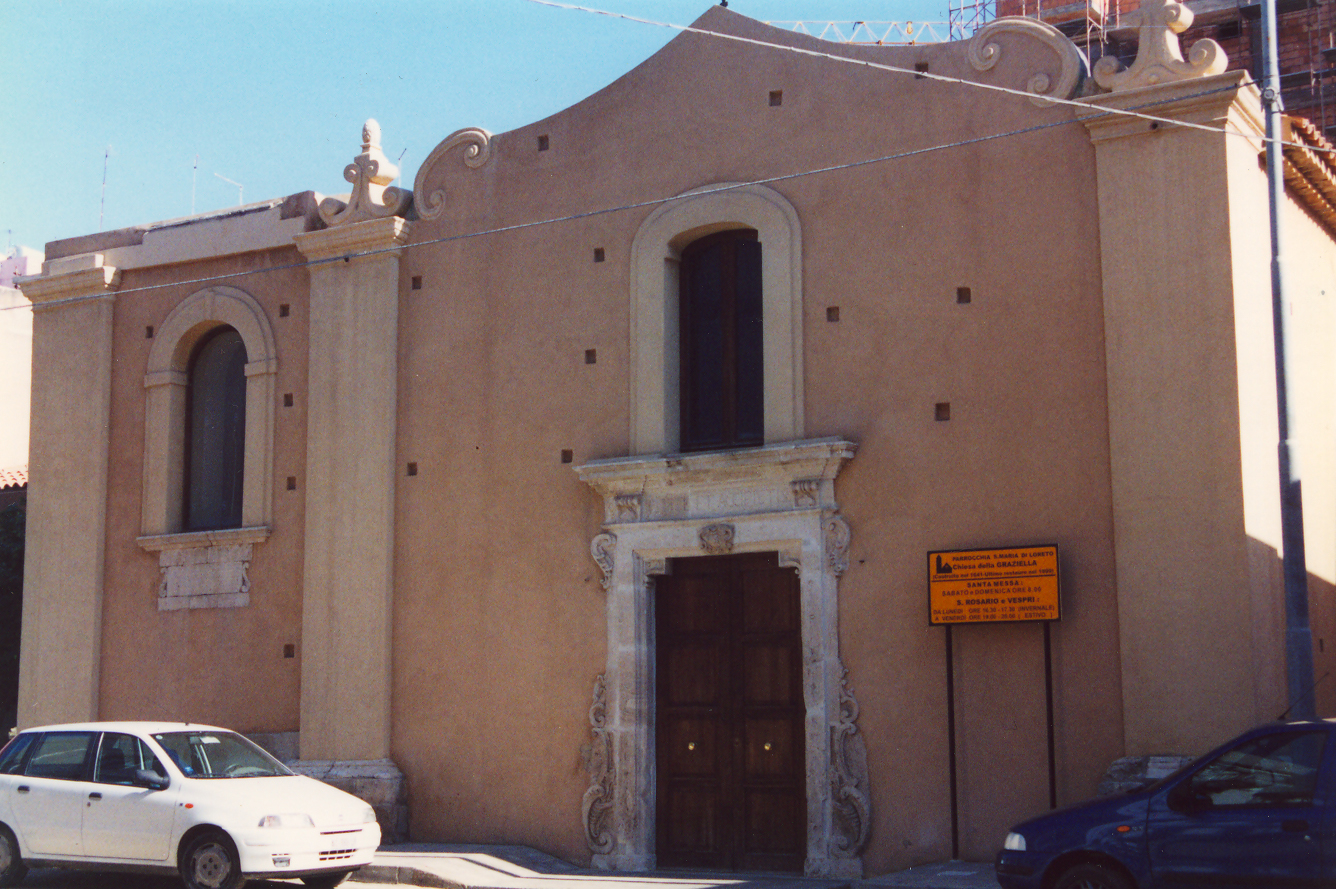
Chiesa della Graziella

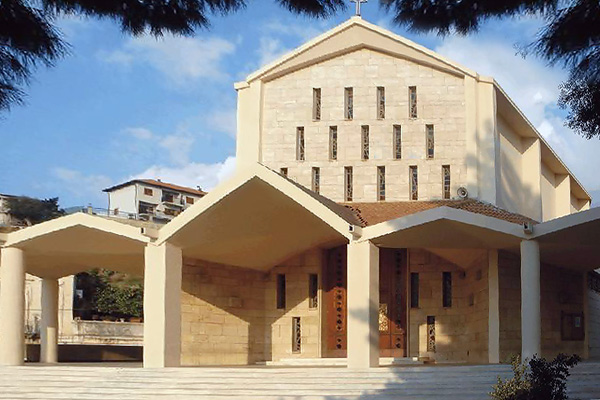
Santuario dell'Eremo
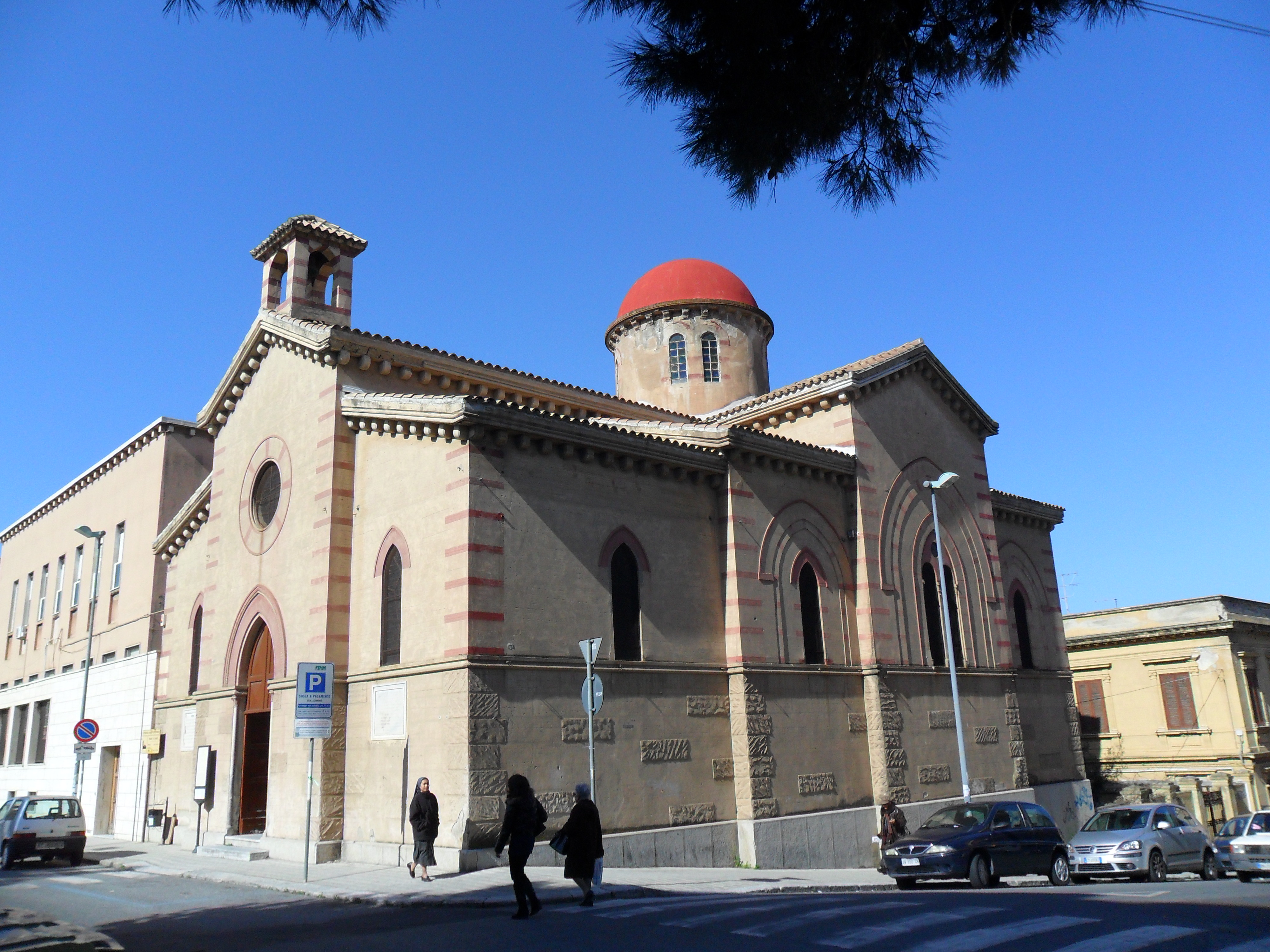
Chiesa degli Ottimati

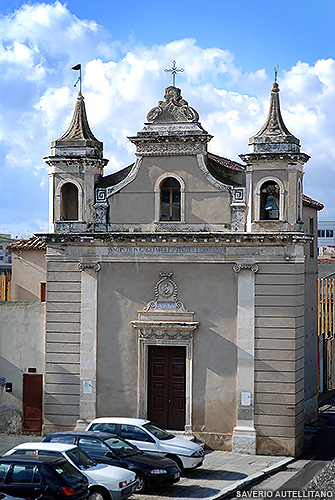
Chiesa di San Pietro
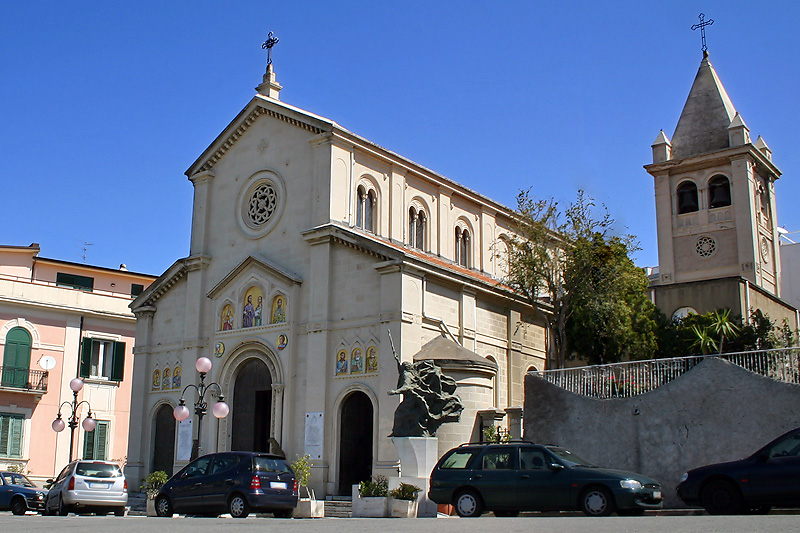
Chiesa di San Paolo

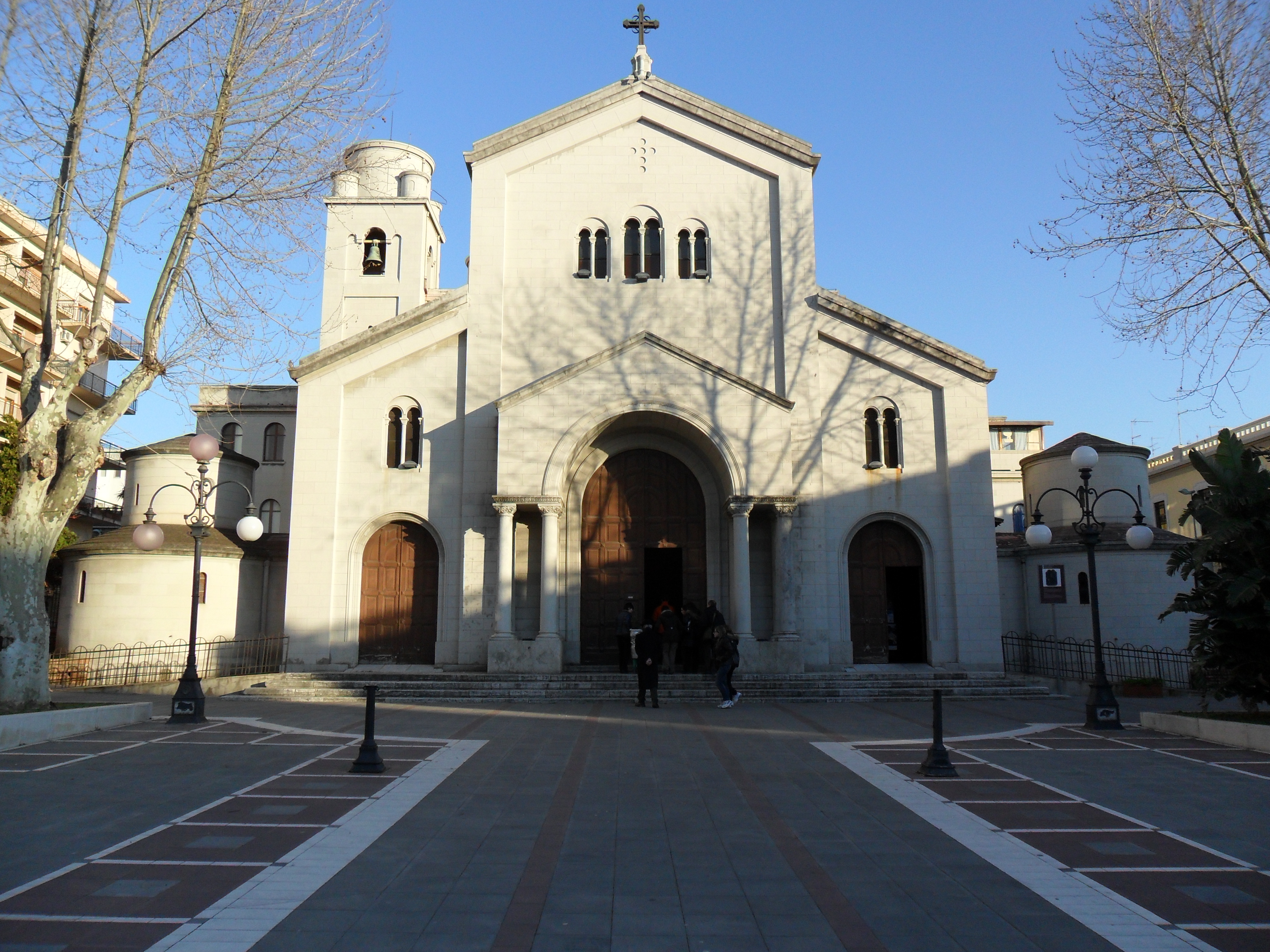
Chiesa di S.Agostino
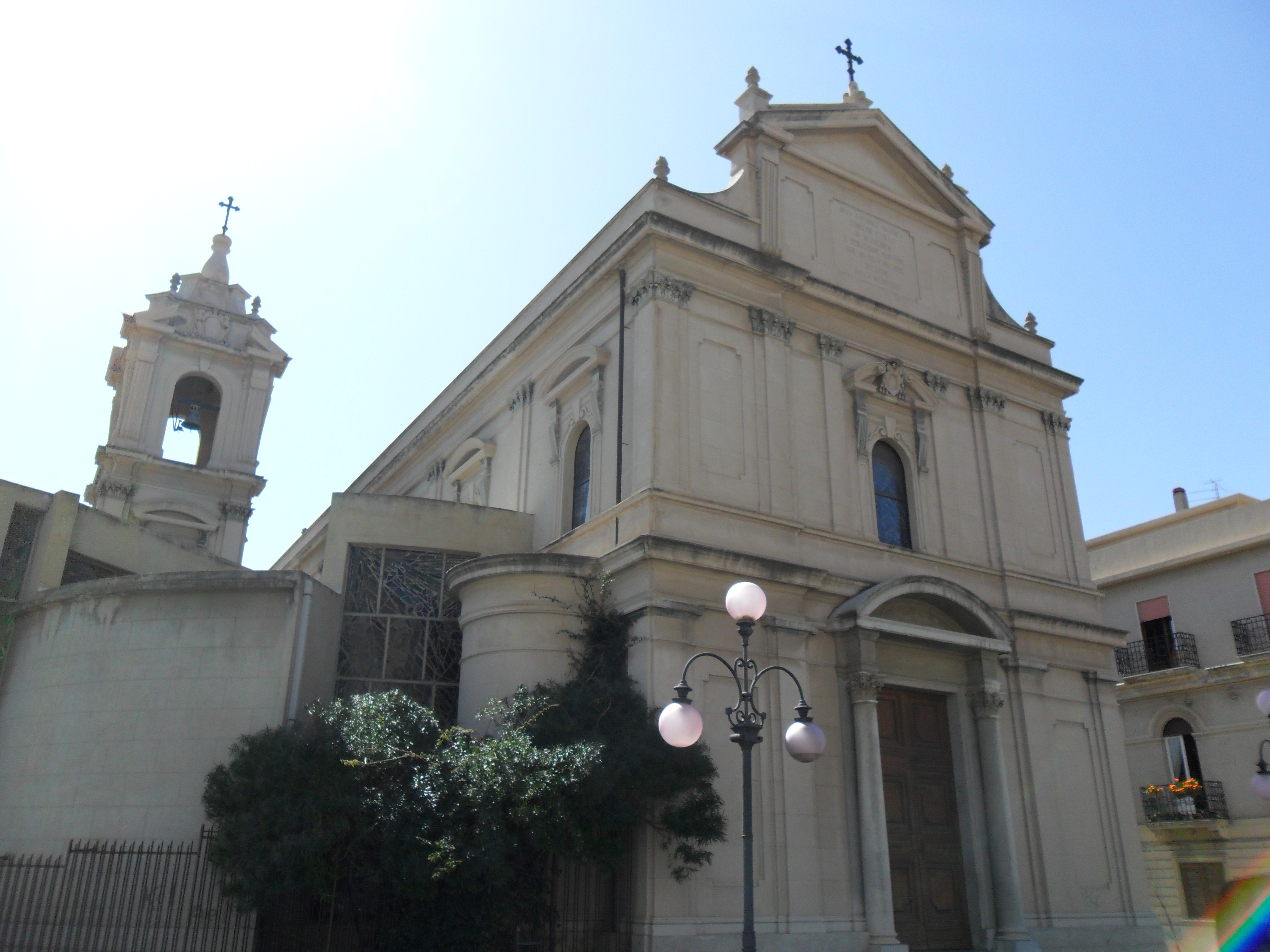
Chiesa del Crocifisso

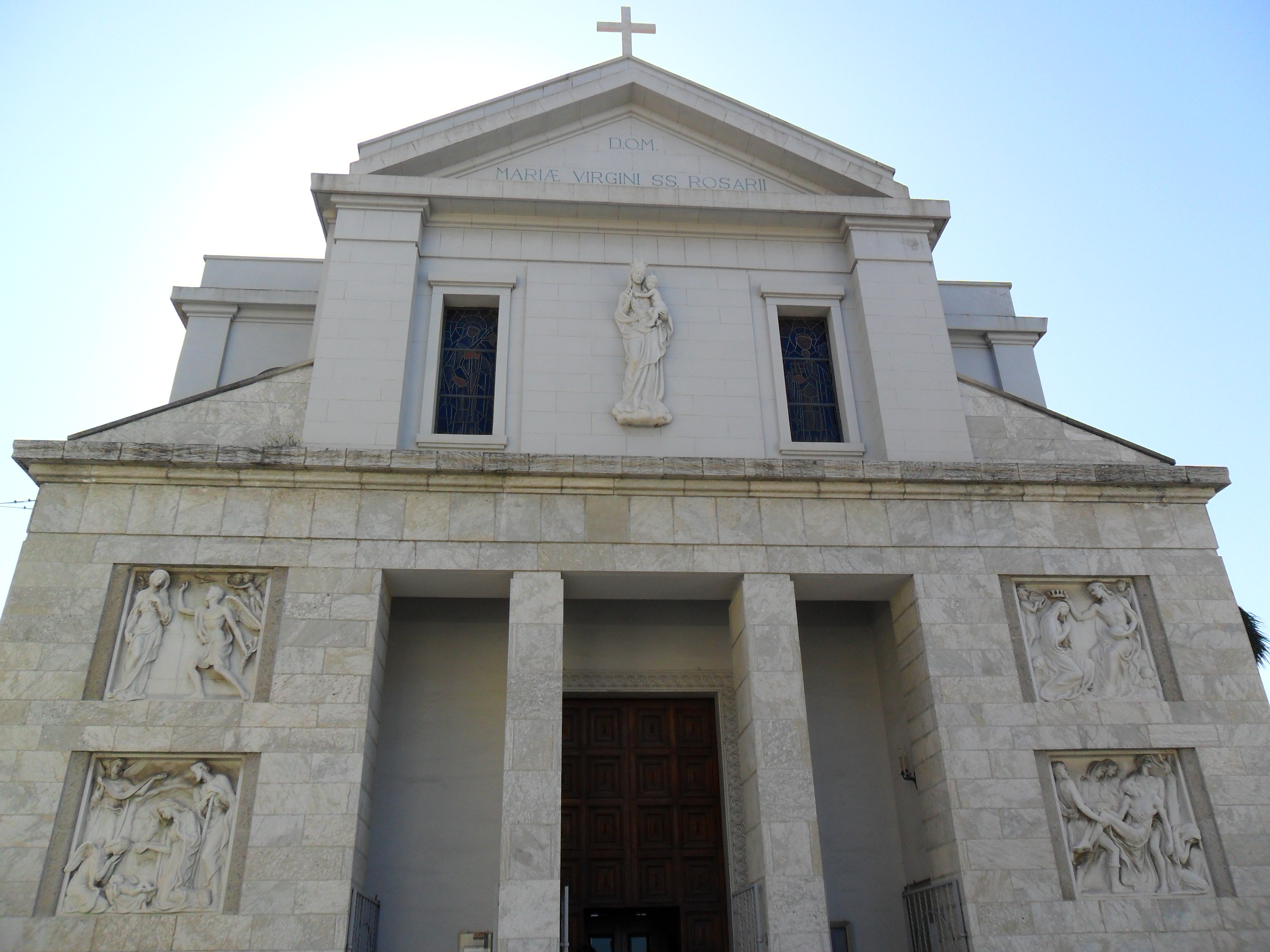
Chiesa del Rosario
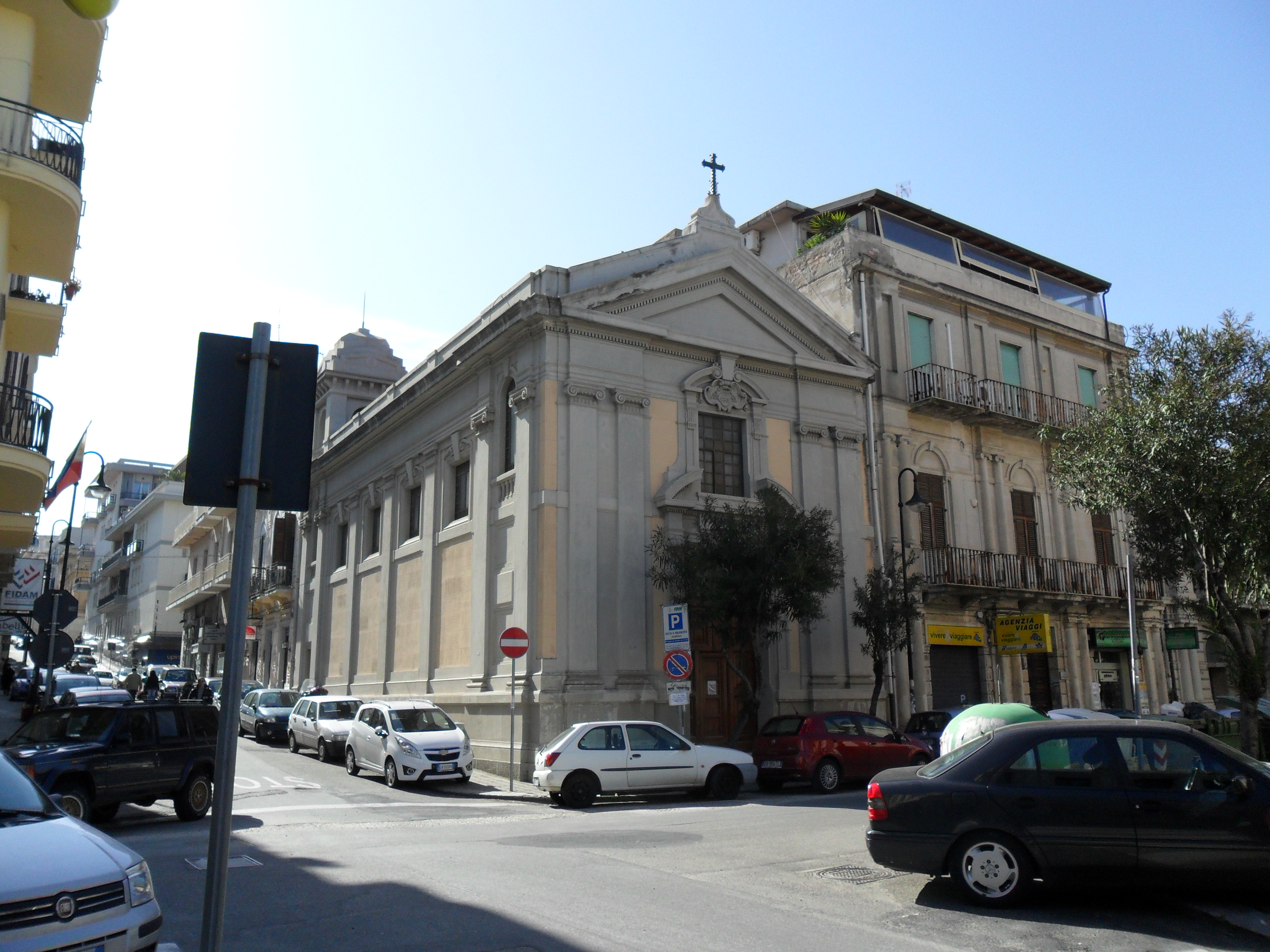
Chiesa di via Miraglia

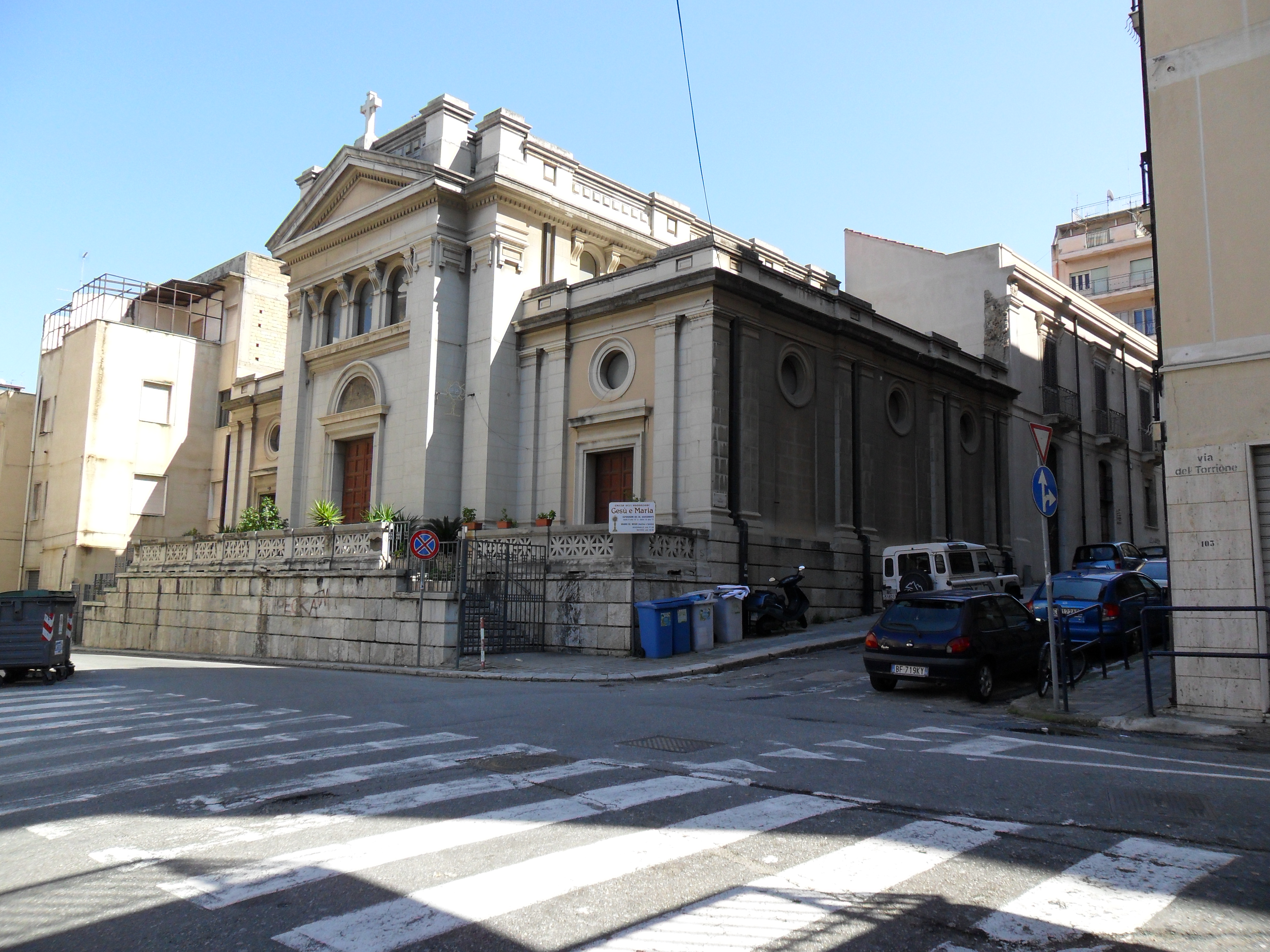
Chiesa di Gesù e Maria
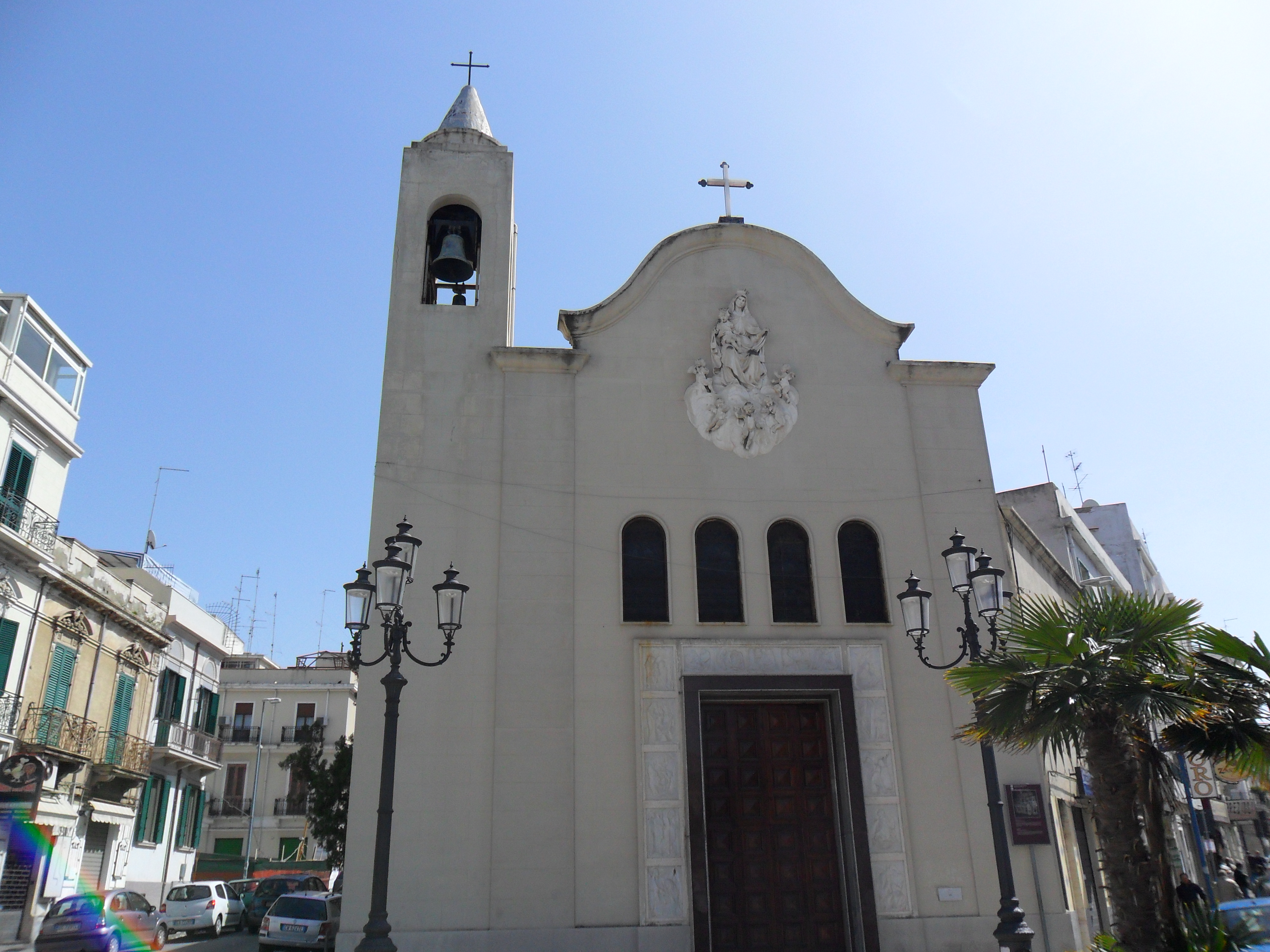
Chiesa del Carmine

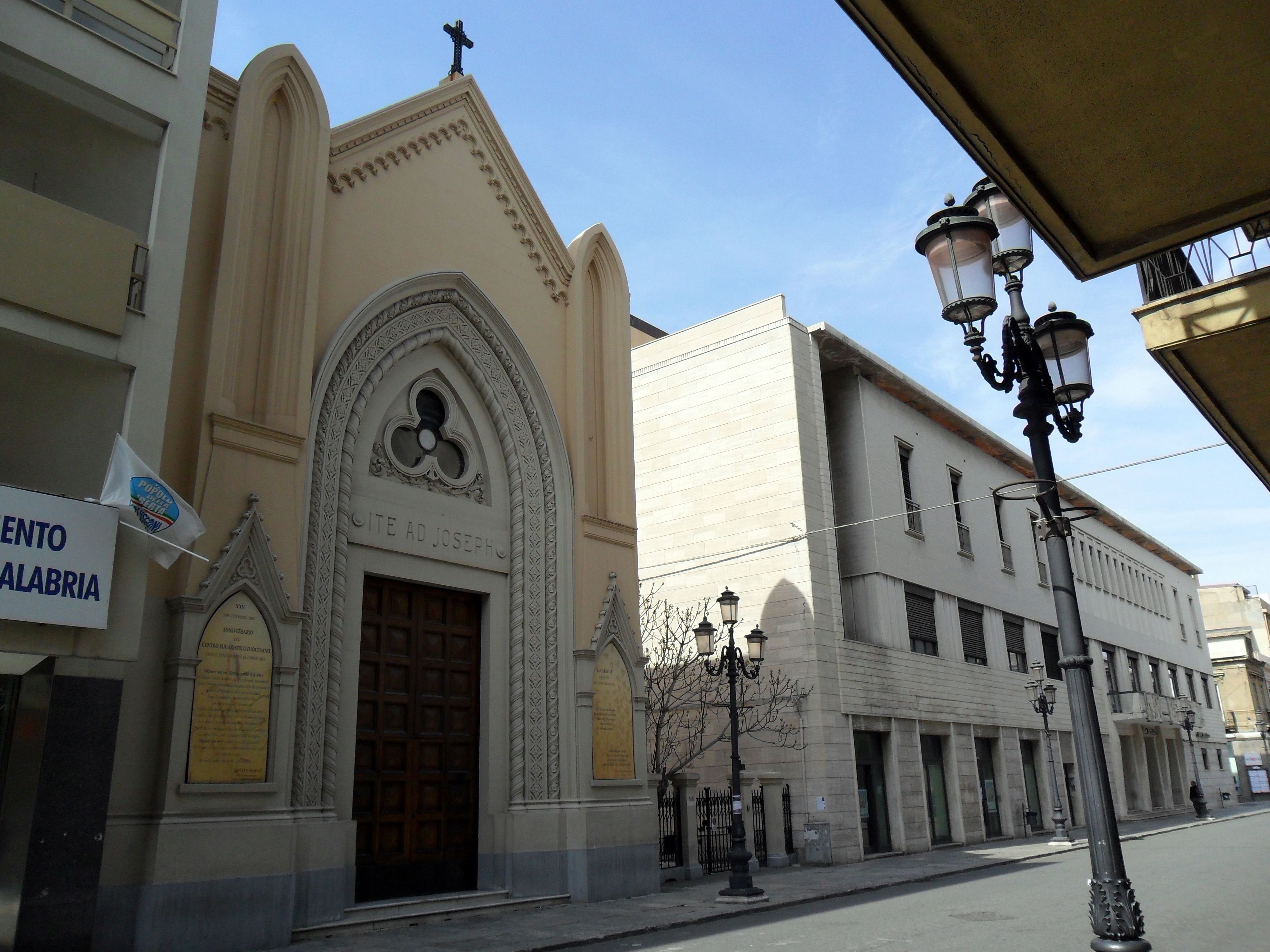
Chiesa di San Giuseppe al corso
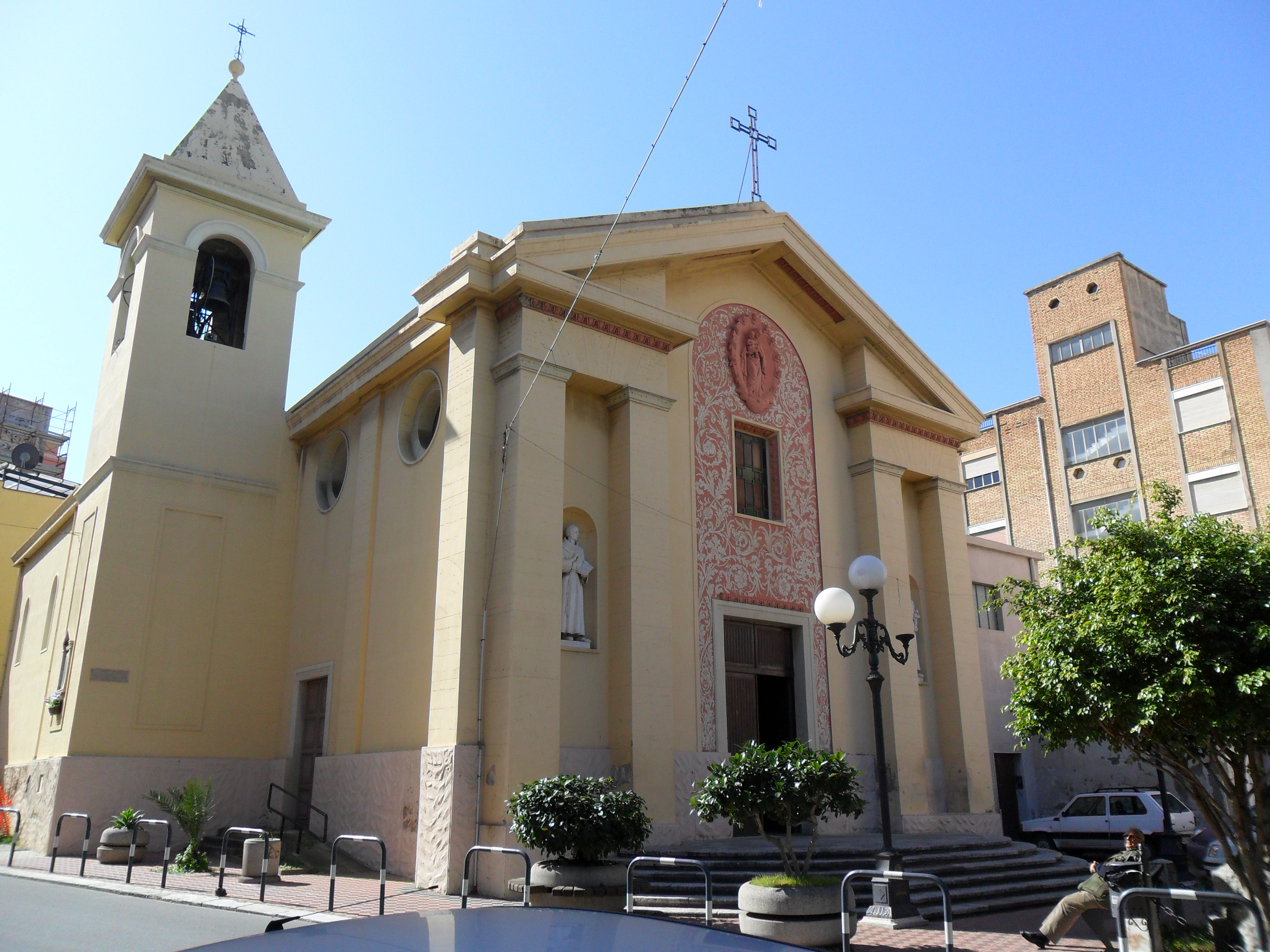
Chiesa di San Francesco d'Assisi

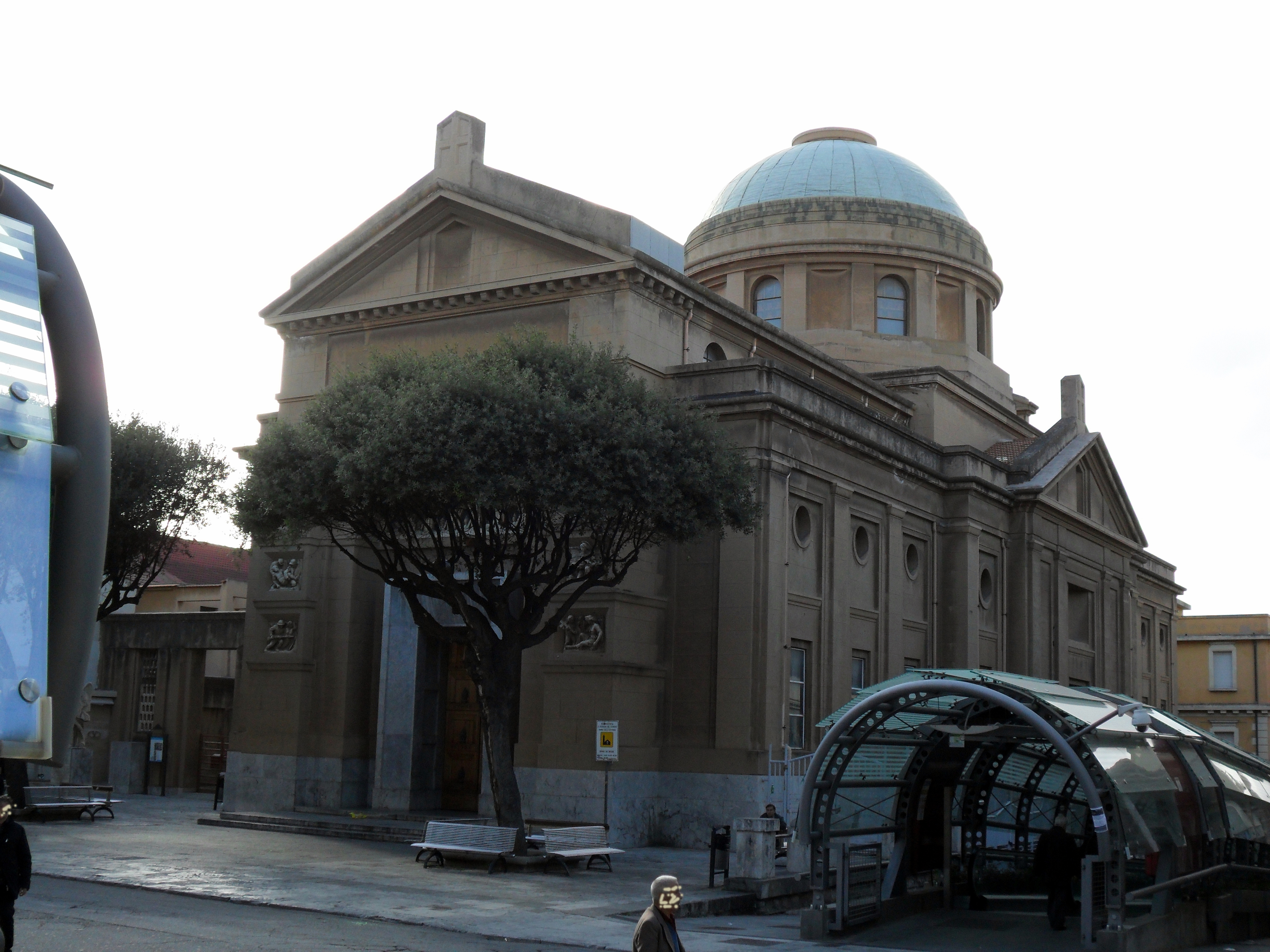
Chiesa di San Giorgio al Corso
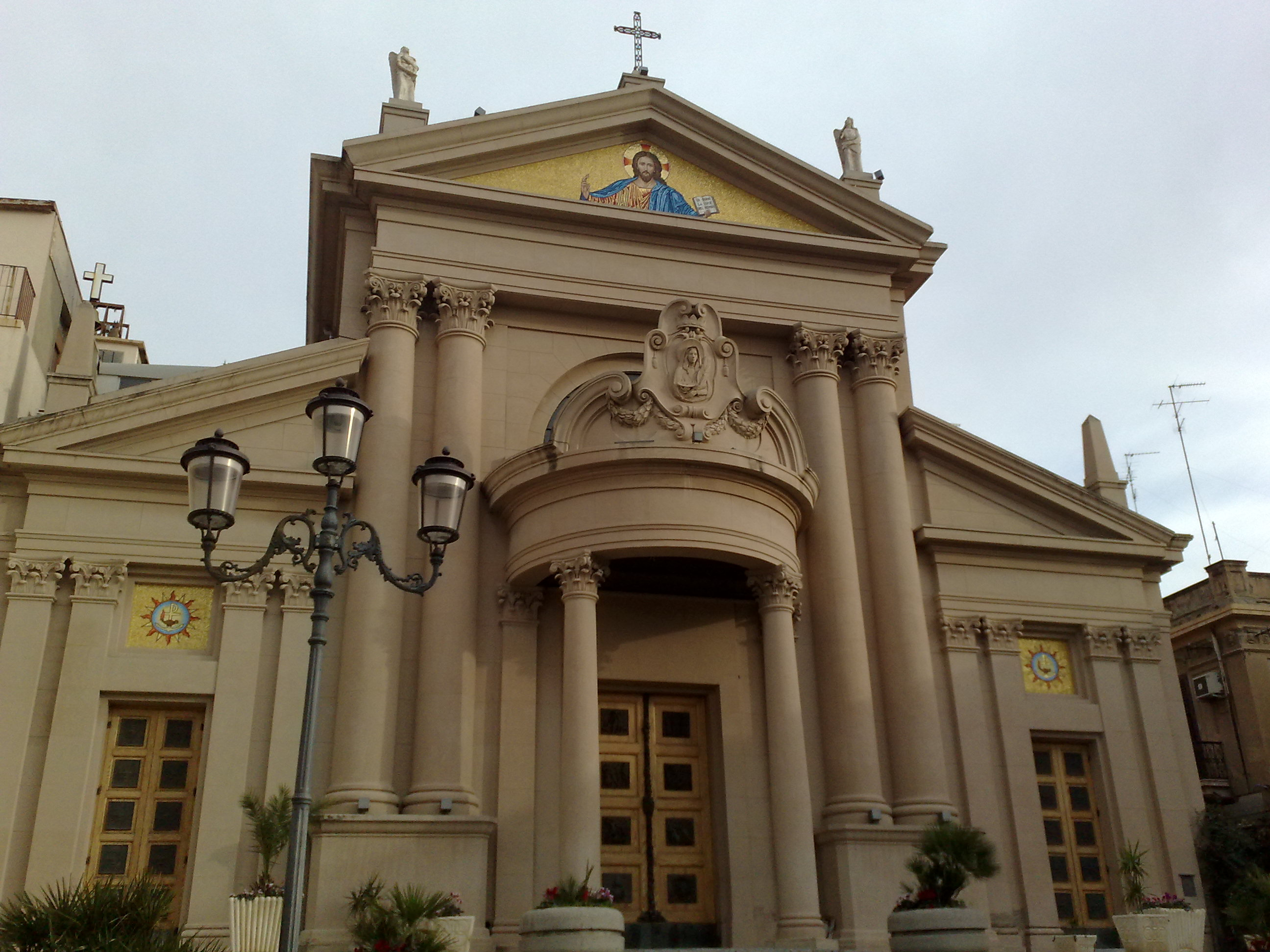
Chiesa di Santa Lucia

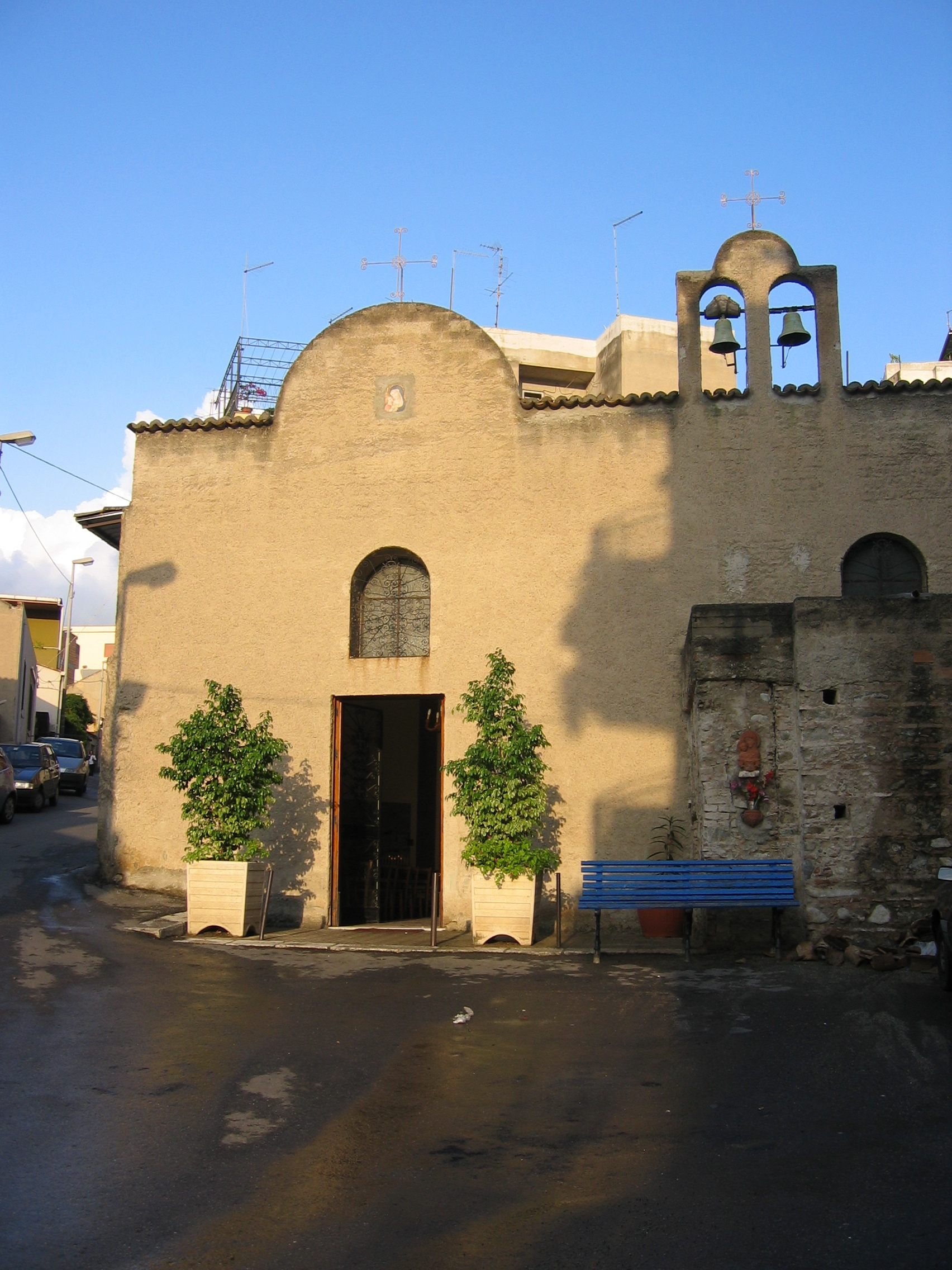
Chiesa della Madonna dei Poveri (Reggio Calabria)
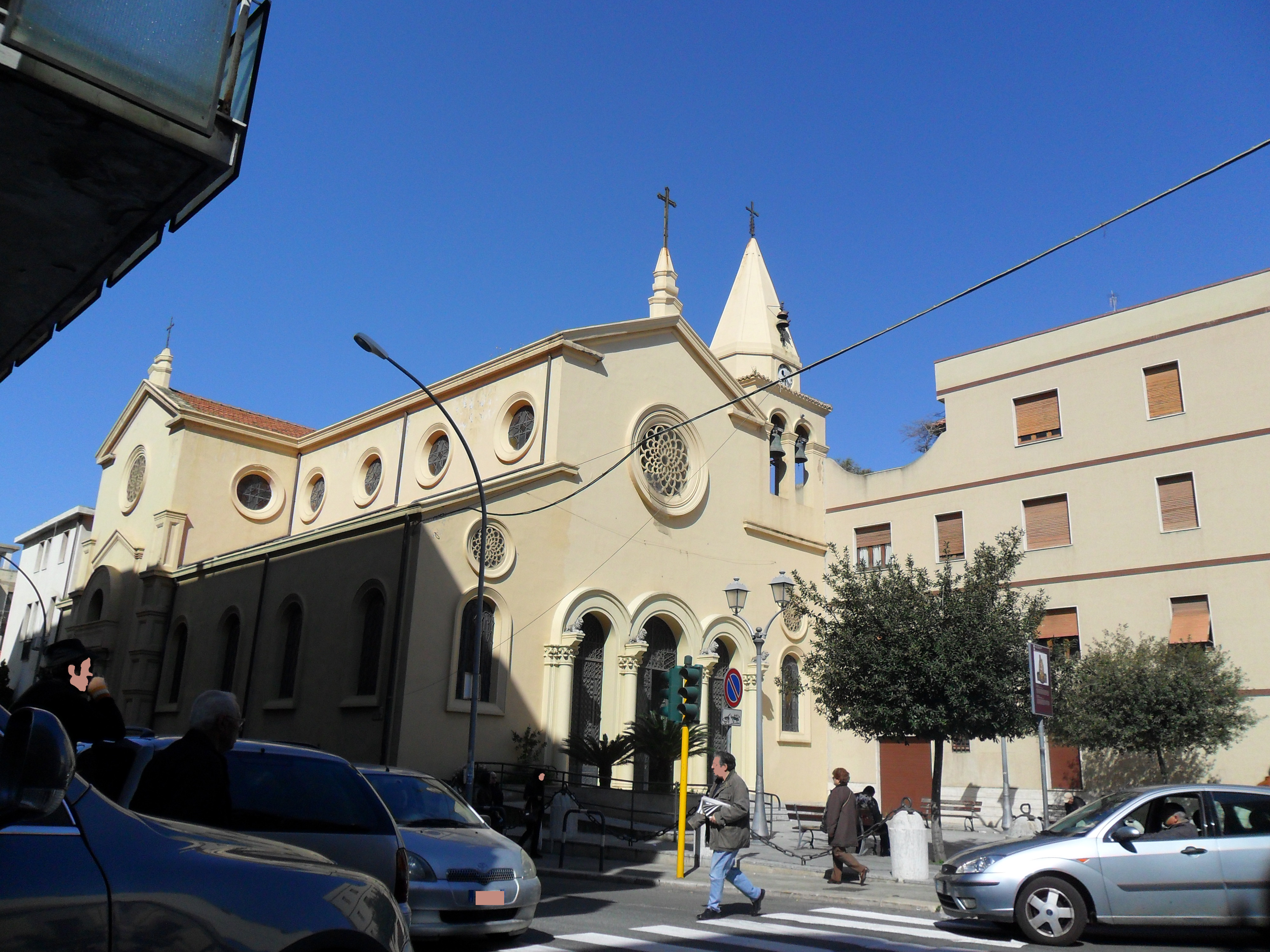
Chiesa dell'Itria

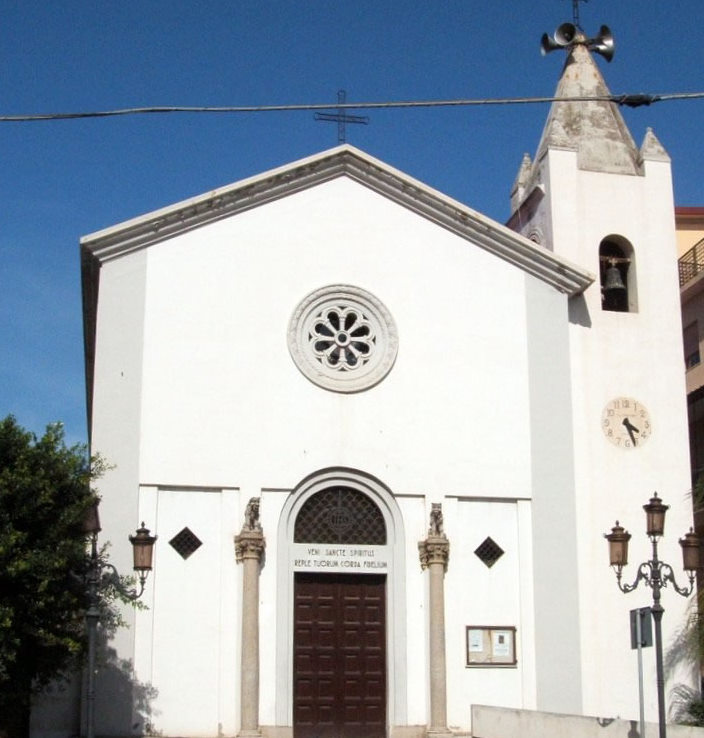
Chiesa dello Spirito Santo
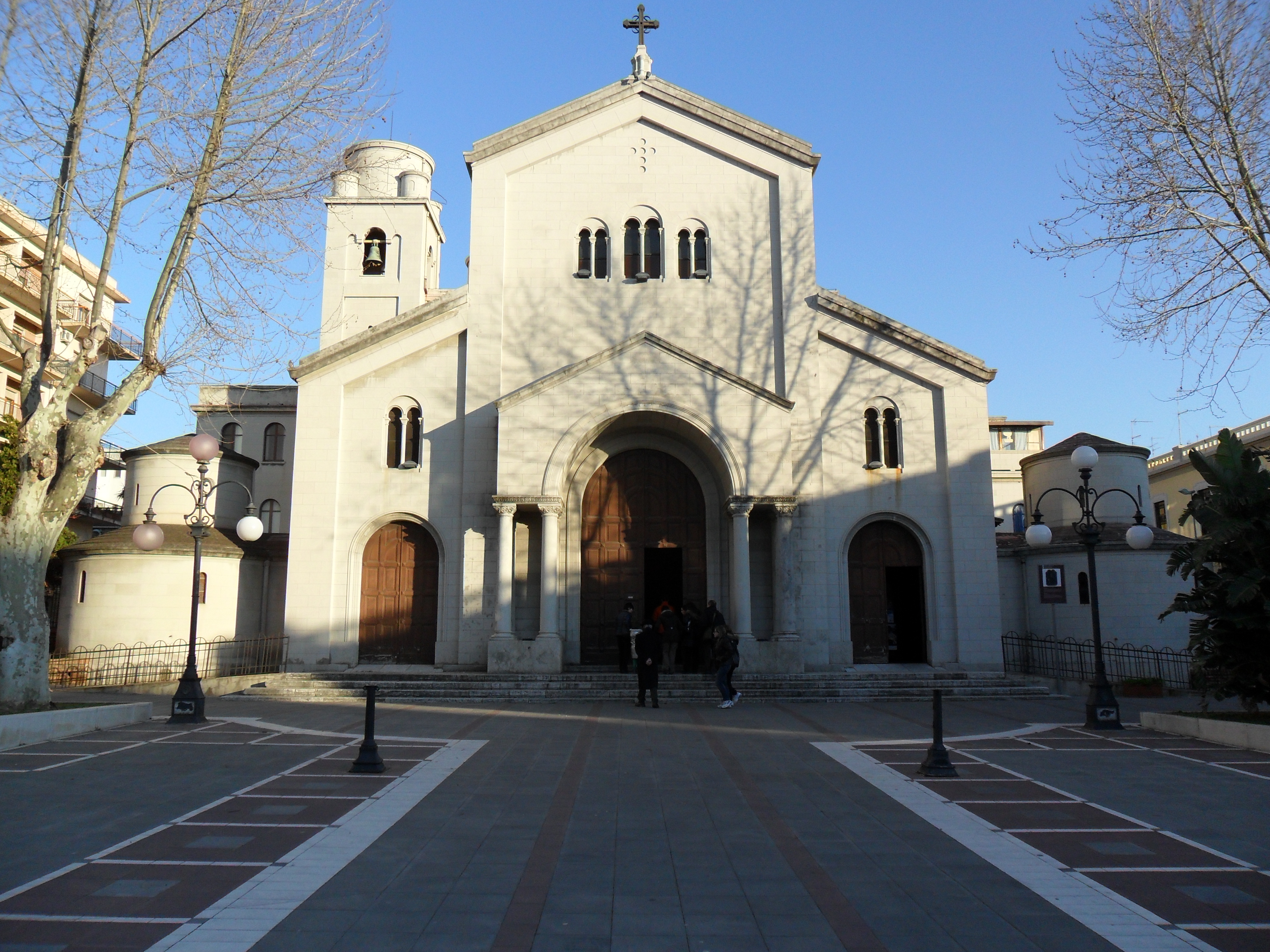
Chiesa di Sant'Agostino

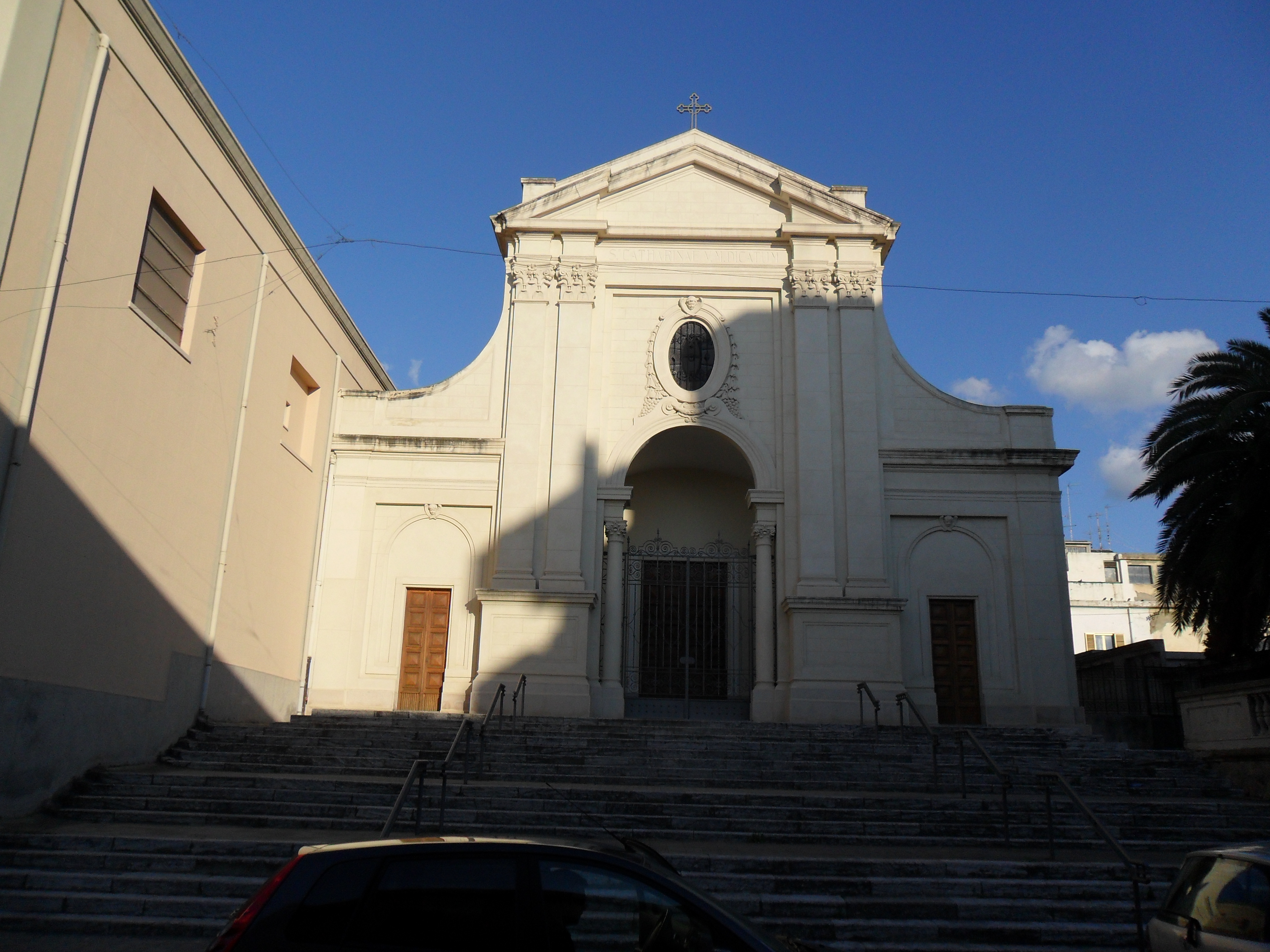
Chiesa di Santa Caterina
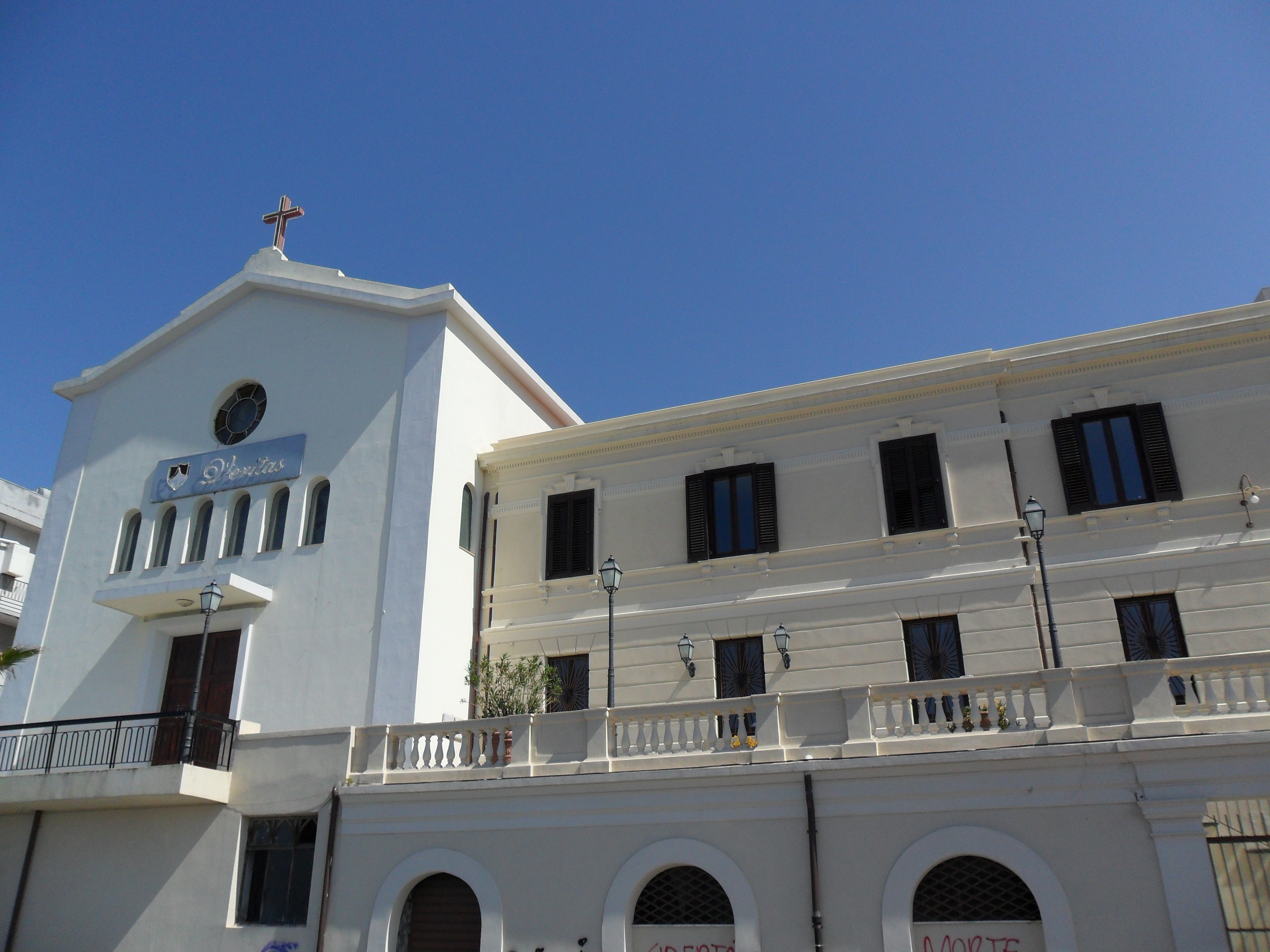
Chiesa di San Domenico

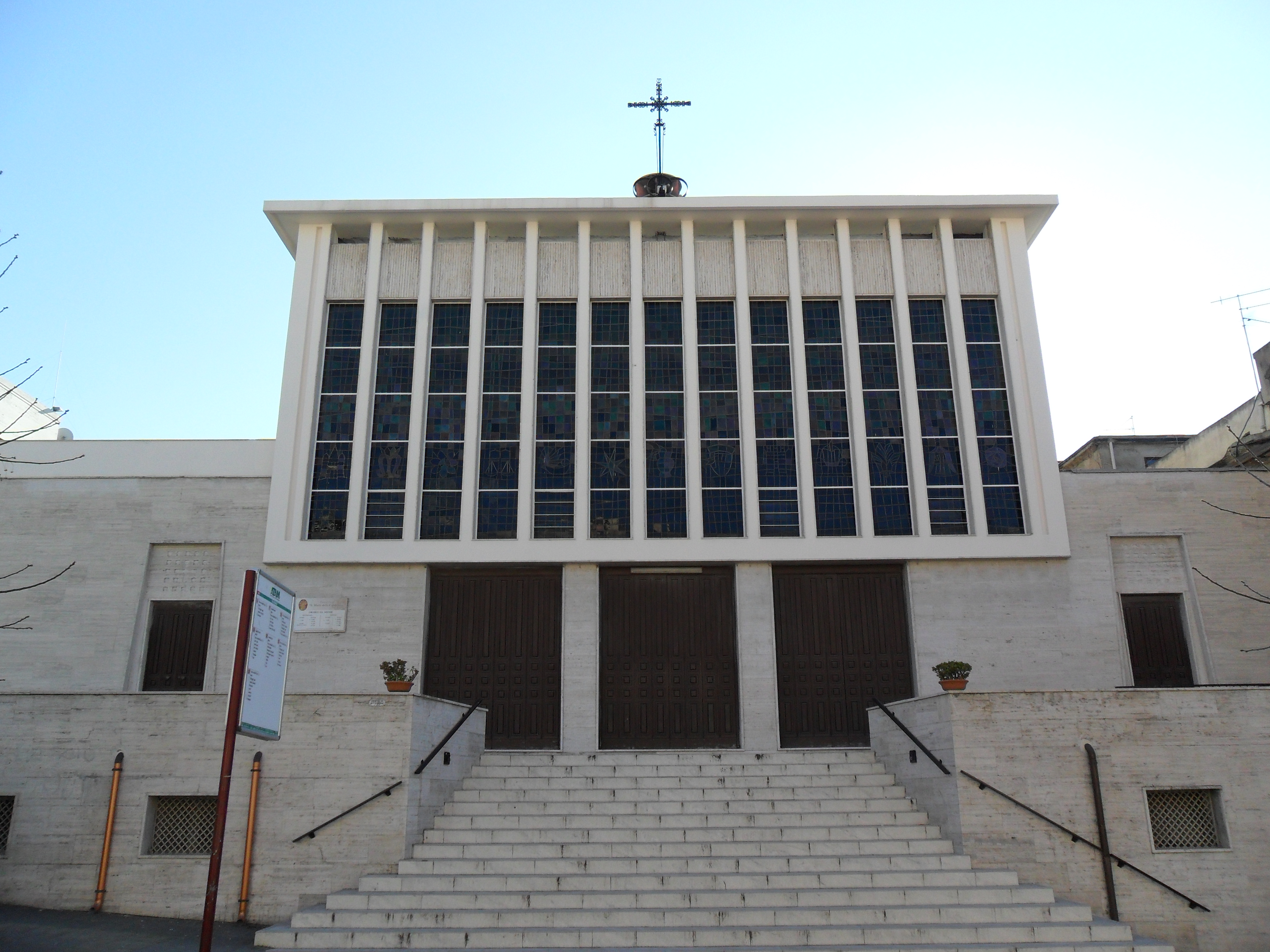
Chiesa della Candelora
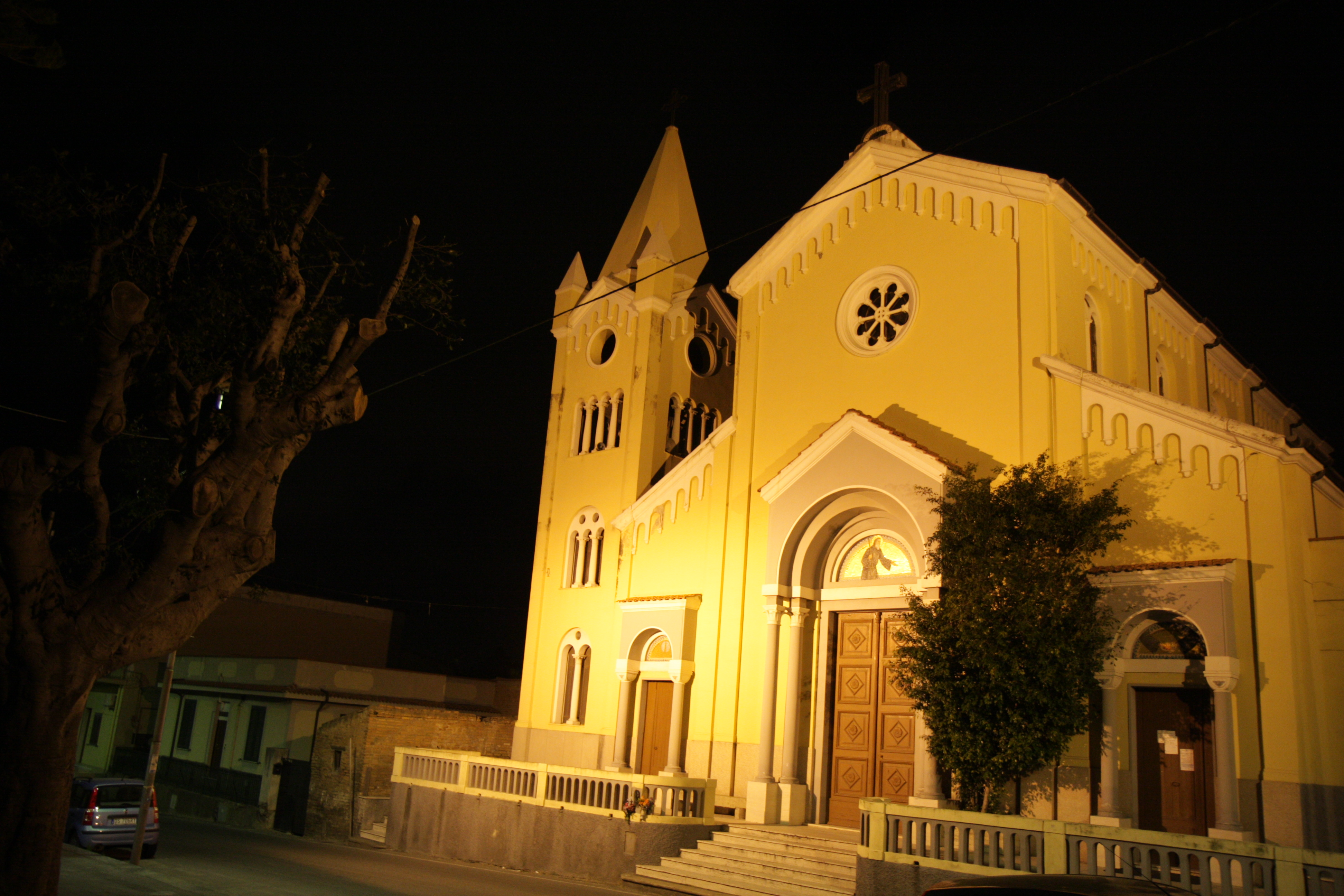
Chiesa di S. Francesco di Paola a Catona

Il tempio, lungo 94 m, largo 23 m e alto 21 m, è il più ampio della Calabria e presenta uno stile neo romanico nella facciata e influenza anche dal gotico degli interni. Fu riedificato nel 1928, su progetto dell'ingegnere Carmelo Angelini con rifacimento dell'ingegnere Mariano Francescone. La facciata si caratterizza per la presenza di quattro torrette traforate sormontate da cupole. Sulla parte centrale una trifora è sormontata da un rosone e bifore su due ordini si trovano sulle torri laterali; inoltre vi sono, alla sommità della scalinata di accesso, le monumentali statue di San Paolo e Santo Stefano di Nicea, opera di Francesco Jerace. I tre portali d'ingresso sono stati rifatti in bronzo in occasione del XXI Congresso Eucaristico nazionale del 1988 dagli artisti Nuzio Bibbò, Luigi Venturini e Biagio Poidimiani. Il tempio è a tre navate divise da colonne portanti. Sui due lati si aprono complessivamente otto cappelle; sul lato sinistro, prima di accedere alla scalinata che porta all'abside e alla sacrestia, si trova la Cappella del Sacramento, dichiarata monumento nazionale.
- Cattolica dei Greci

Fu la principale chiesa della città in epoca bizantina. Successivamente con l'avvento dei normanni e la conseguente latinizzazione, perdette la sua importanza, ma venne lasciata in vita con il proprio rito greco, il Protopapa e alcuni privilegi, tra i quali l'indipendenza dalla giurisdizione del Vescovo, che durò fino al 1818. Il sito originario del tempio era prossimo all'attuale piazza Italia, tra il teatro comunale e il palazzo Musitano. Dopo il terremoto del 1783, la chiesa venne riedificata nell'attuale sito nel 1876, in stile neoclassico. Danneggiata dal terremoto del 1908, venne restaurata nel 1954 e riconsacrata nel 1957. Notevole è il portale di bronzo dorato di accesso alla chiesa, opera dello scultore Giuseppe Niglia. Alte circa 6 metri, le due ante, unite e non divise dal battente, formano un unico scenario, un'essenziale sequenza. Le porte, con otto formelle, presentano l'Annunciazione, la Natività, la Presentazione al tempio, la Fuga in Egitto, la Predicazione di Gesù nel tempio, le Nozze di Cana, la Crocifissione, l'Assunzione della Vergine.
- Tempio di San Giorgio al Corso

Opera di Camillo Autore, sacrario della città, architettura ispirata al classicismo commemorativo, è dedicata al patrono di Reggio. Fu inaugurata nel 1935 alla presenza del principe Umberto di Savoia e della principessa Maria Josè. Il tempio è assai severo per lo stile che si richiama alle architetture romane, tipiche del regime fascista. La lunetta a vetri che sovrasta il portale raffigura San Giorgio che uccide il drago, mentre sul portale sono ricordati, con lettere in bronzo, i luoghi più noti degli scontri della prima guerra mondiale: Monte Nero, Carso, Bligny, Montello, Isonzo, Bainsizza, Monte Grappa, Piave. La facciata del tempio è un vero e proprio arco trionfale. La chiesa è a navata unica con tre cappelle laterali di proprietà di alcune famiglie nobili della città; è dedicata ai caduti in guerra del reggino, della locride e della piana di Gioia Tauro-Palmi. La cupola, alta 32 metri, poggia su quattro arconi. Sopra il tabernacolo è custodita una reliquia della Santa Croce e vi si trova un libro con i nomi di tutti i caduti della provincia della prima guerra mondiale. L'abside è decorata con mosaico che raffigura il Cristo tra gli angeli e i santi evangelisti e Pietro e Paolo.
- Chiesa di San Giuseppe al Corso

Chiesa in stile gotico italiano situata sul corso Garibaldi.
- Chiesa di Gesù e Maria: si eleva nella piazzetta formata con l'incrocio di via Torrione, via Crisafi e via Cantore Giuseppe Morisani. Ha una facciata di stile classicheggiante che poggia su una loggetta alla quale si accede con duescale laterali.
- Chiesa di San Sebastiano al Crocefisso

La chiesa si eleva su un rialzo del terreno con le sue eleganti linee classicheggianti. È a unica navata e sulla parete di sinistra si aprono le cappelle del battistero e del S.S. Crocifisso, oltre che il grande campanile.
- Chiesa di Santa Lucia

Posta sulla centralissima via De Nava, si presenta in stile rinascimentale.
- Chiesa del Carmine

Posta sull'omonima piazza, custodisce l'antico altare maggiore del 1787, opera di Paolo Rechichi, della vecchia cattedrale crollata per il terremoto del 1908.
- Chiesa di Sant'Agostino

La chiesa imita elementi dello stile romanico e di quello bizantino e la sua architettura risulta singolare per le numerose cupole che si ergono ai lati, sulle navate, sull'abside, sul campanile. La chiesa custodisce un dipinto raffigurante la Madonna della Cintura opera di Sebastiano Conca.
- Chiesa di San Francesco di Paola

Sorge sul corso Garibaldi di fronte alla villa comunale. Sono custoditi, provenienti dall'antico convento dei Minimi di San Francesco di Paola, le campane e una lapide ad altorilievo del 1633 con ritratto del sepolcro del benefattore Marchese Gian Paolo Francoperta, un'epigrafe già murata nella cappella Pellicanò del 1643, uno stemma gentilizio normanno scolpito in marmo.
- Chiesa dell'Annunziata

La chiesa, moderna nell'architettura, conserva sopra l'altare maggiore una pregevole tela dell'Annunciazione del XVII secolo e preziosi paramenti sacri in barocco e altri in oro zecchino del XVIII secolo noti come "reali", forse perché a suo tempo donati dal re di Napoli.
- Chiesa della Candelora

Di architettura moderna, sorge all'incrocio della via Aschenez con la via Domenico Romeo.
- Chiesa di San Crispino e Crispiniano

Di modeste dimensioni ma dalla storia antica, sorge nella parte alta del centro storico.
- Chiesa del Santissimo Salvatore

Si trova nel centrale quartiere di Tremulini e si presenta in stile architettonico moderno.
- Chiesa di San Domenico

Situata nella via Reggio Campi, zona alta del centro storico.
- Chiesa del Santo Rosario

Ubicata lungo la via Aschenez.
- Chiesa dello Spirito Santo

Edificio religioso in stile romanico, si trova nell'omonimo quartiere della città di Reggio Calabria, sulla via Pasquale Andiloro tra i due svincoli della tangenziale che consentono l'accesso al rione.
- Chiesa della Madonna dei Poveri (Reggio Calabri)

Nota anche come Chiesa del Pepe si trova nel rione del Trabocchetto e rappresenta il più antico edificio cristiano esistente nella città .
- Chiesa di Sant'Elia Profeta

L'edificio di culto si trova a Condera, quartiere collinare della città, e si segnala per la monumentalità della sua facciata arricchita con mosaici, dai colori accesi e posti ai lati del portale principale, raffiguranti i quattro Evangelisti, Luca, Matteo, Giovanni e Marco con al centro il fuoco, segno dello Spirito Santo e sopra la scritta zelo zelatus sum pro domino Deo exercituum.

### Chiese della zona sud
Per zona sud si intendono tutti quei quartieri che a partire dal torrente del Calopinace si estendono fino all'estremità sud del territorio comunale rappresentato dal quartiere di Bocale e da tutte le frazioni collinari cittadine che fanno da corona. Di seguito vengono elencati i principali edifici religiosi di una certa valenza storica e artistica:
- Chiesa di San Pietro

Di modeste dimensioni ma singolare delle forme dei due campanili e per la facciata, è una delle pochissime costruzioni sopravvissute al terremoto del 1908 e risale al 1853.
- Chiesa di San Giorgio Martire

Ubicata nel quartiere di San Giorgio.
- Chiesa di Santa Maria delle Grazie

Nota come "Graziella", è un raro monumento del XVII secolo, recentemente restaurato. All'interno conserva tra l'altro un pregiato altare in marmo dello stesso periodo.
- Chiesa di Santa Maria di Loreto

Dallo stile romanico meridionale, possiede grandi mosaici eseguiti su disegni di Nunzio Bava. La prima fabbrica della chiesa risale al 1579. Si trova ubicata a Sbarre Centrali
- Chiesa di Santa Maria dell'Itria

Ubicata lungo la via Sbarre Centrali.
- Chiesa di San Francesco d'Assisi

Con annesso il Monastero è ubicata sulla via Sbarre Centrali. Di particolare effetto è la mistica scultura del Santo di Francesco Jerace che è collocata su piazzale antistante. In sacrestia vi è custodita una grande tela dell'Ultima Cena, attribuita a Vincenzo Cannizzaro.
- Chiesa ortodossa di San Paolo dei greci

Di recentissima costruzione, si trova a Sbarre nel rione Caridi.
- Chiesa di San Luca Evangelista

Si trova nella via sbarre inferiori e si segnala per le artistiche vetrate opera dell'artista reggino Elio Sergi.
- Chiesa di Santa Maria del Divin Soccorso

L'edificio, di architettura moderna, insiste sull'omonima piazza lungo la via Messina.
- Chiesa del Sacro Cuore di Gesù

Dopo il terremoto del 1908, la baracca del Sacro Cuore, innalzata nel 1912, funzionava come coadiutoria curata della parrocchia di Santa Maria del Divin Soccorso. Esse furono unite nel 1935, assumendo la duplice intitolazione e aventi sede dove oggi sorge la chiesa del Sacro Cuore, ricostruita in muratura dal 1959 al 1962, per essere definitivamente separate come due parrocchie a sé stanti qualche anno dopo.
- Chiesa di San Giovanni Nepomuceno e San Filippo Neri

La struttura della Chiesa risale al 1934, anno in cui furono completati i lavori sotto la guida del progettista ingegnere Mario Mazzucato, e benedetta da don Vincenzo Imerti, parroco di Arangea dal 1931 al 1935. La chiesa è stata costruita in un'area dove prima sorgevano baracche, su una proprietà della famiglia Gagliardi che ha donato il terreno allo scopo di erigere una nuova chiesa nel quartiere di Arangea, dopo la distruzione dell'antica chiesa di Miniera durante il terremoto del 1908.
- Chiesa di Santa Maria dell'Abbondanza

Si trova lungo la strada Nazionale che da San Gregorio porta a Pellaro. Pur nella semplicità della struttura, la facciata della chiesetta presenta un pregevole portale di ingresso in pietra tufacea intagliata, sormontato da una finestrella ad arco ribassato racchiusa da una cornice sempre in pietra. Un incendio l'ha quasi devastata e attualmente si trova in un forte stato di degrado: sul pavimento calcinacci di ogni genere, resti di tegole frantumate e, in alto, ferme al loro posto, le tenaci capriate in legno, anch'esse mezze bruciate. In alto si scorge una croce in pietra tufacea recante la data del 1712. L'interno, a navata unica, è modesto. L'altare è semplicissimo nelle sue linee; sopra di esso una nicchia scavata nel muro doveva contenere la statua della Madonna. Il campanile, a vela, non registra la presenza di campane. Un'altra annotazione riguarda la scritta che si legge sulla trabeazione: Pura Purissima Pia Miseris Miserere Maria.
- Chiesa di San Francesco di Paola

Di piccole dimensioni, si trova nel quartiere San Giovanni di Pellaro ed è di proprietà delle suore salesiane Oblate del Sacro Cuore. Fu edificata nel 1890 per come si evince dalla data impressa sulla banderuola di ferro situata in cima al campanile e denota forme eleganti e raffinate.
- Chiesa di San Gregorio Taumaturgo

Si trova nel quartiere di San Gregorio lungo la via Nazionale.
- Chiesa Regina Pacis

La chiesa, di architettura moderna, si trova a San Leo di Pellaro e si presenta con impianto a croce latina che si divide in tre navate terminanti in un unico abside contenente un altare in marmo poggiante su un basamento a due gradoni. Le navate laterali si dividono in quattro campate contenenti nell'ordine la statua della Madonna dell'Abbondanza (prima campata - navata laterale destra), la statua della Madonna (prima campata - navata laterale sinistra), il dipinto del Battesimo di Gesù (seconda campata - navata laterale sinistra), la statua di Gesù cristo (terza campata - navata laterale destra), la statua di S.Leo (terza campata - navata laterale sinistra). Le ultime due campate si collegano a destra alla sacrestia, a sinistra ai locali parrocchiali. Al di sopra dell'unica entrata della chiesa, costituita da un portale in legno, si trova un luogo adibito al coro parrocchiale. Il tetto della chiesa è a due spioventi. Sulla destra del corpo longitudinale si trova l'alto campanile della chiesa.
- Chiesa di Santa Maria del Lume

L'edificio sacro si trova nel quartiere di Pellaro e nasce dalla ricostruzione seguita al sisma del 1908. Nella chiesa si conserva una tela di anonimo risalente al XVIII secolo e raffigurante Santa Maria del Lume.
- Chiesa di Gesù e Maria

Ubicata a Cataforio, frazione collinare della città, custodisce la statua di San Basilio Magno recuperata dall'omonima chiesa dell'antica città di Motta Sant'Agata distrutta dal terremoto del 1783. La statua risalente al XVI secolo fu realizzata in marmo bianco di Carrara dagli scultori Mazzolo, che erano toscani trasferiti in Sicilia.
- Chiesa di San Demetrio Martire

Ubicata a Mosorrofa, frazione collinare della città, custodisce al suo interno un altare settecentesco, opera di artista di scuola siciliana, ed un'acquasantiera di epoca medievale. Nel piccolo museo parrocchiale sono custodito libri antichi, statue, ostensori e molte suppellettili religiose.
- Chiesa dei Santi Cosma e Damiano

Posta nel rione di Bocale, l'attuale edificio fu ricostruito nel 1930 e custodisce alcuni affreschi di un certo interesse.

### Chiese della zona nord

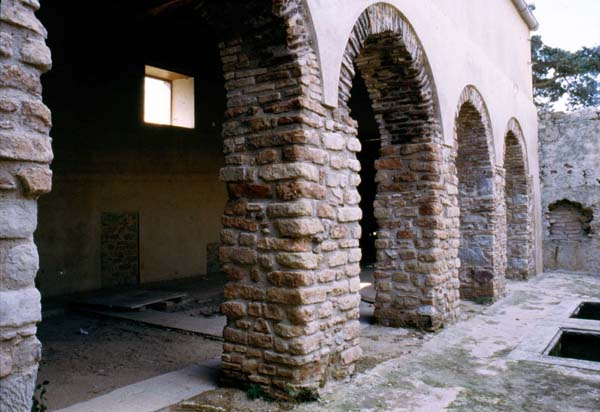
Arcate romaniche della chiesa di Sant'Antonio Abate

Per zona nord si intendono tutti quei quartieri che a partire dal torrente Sant'Agata si estendono fino all'estremità nord del territorio comunale rappresentato dal quartiere di Catona e da tutte le frazioni collinari cittadine che fanno da corona. Di seguito vengono elencati i principali edifici religiosi di una certa valenza storica e artistica:
- Chiesa di Santa Caterina

Posta nell'omonimo quartiere si presenta in stile barocco.
- Chiesa di San Bruno

Si trova lungo il viale della libertà e si presenta con architettura moderna.
- Chiesa di Sant'Antonio Abate

È ubicata nel quartiere di Archi. Originariamente la chiesa era costituita da tre navate di cui oggi esiste solo quella centrale. Rappresenta l'unica grande struttura della città in cui si concretizza la fusione tra il neoellenismo bizantino e il romanico normanno.
- Chiesa di Santa Maria di Porto Salvo

Si trova nel quartiere di Gallico marina.
- Chiesa di San Biagio Vescovo e Martire

È situata nel quartiere di Gallico. Restaurata da poco tempo, al suo interno si conservano una pala d'altare e una statua raffigurante il Santo Benedicente e, inoltre, alcuni affreschi raffiguranti altrettante scene evangeliche. Situata in una nicchia, sopra il portone centrale, è sistemata una statua del Santo scolpita sulla pietra.
- Chiesa di San Francesco di Paola

La storia della chiesa è intimamente connessa con quella dell'annesso Convento dei Minimi. Si trova nel quartiere di Catona e si presenta in stile romanico.

### Santuari

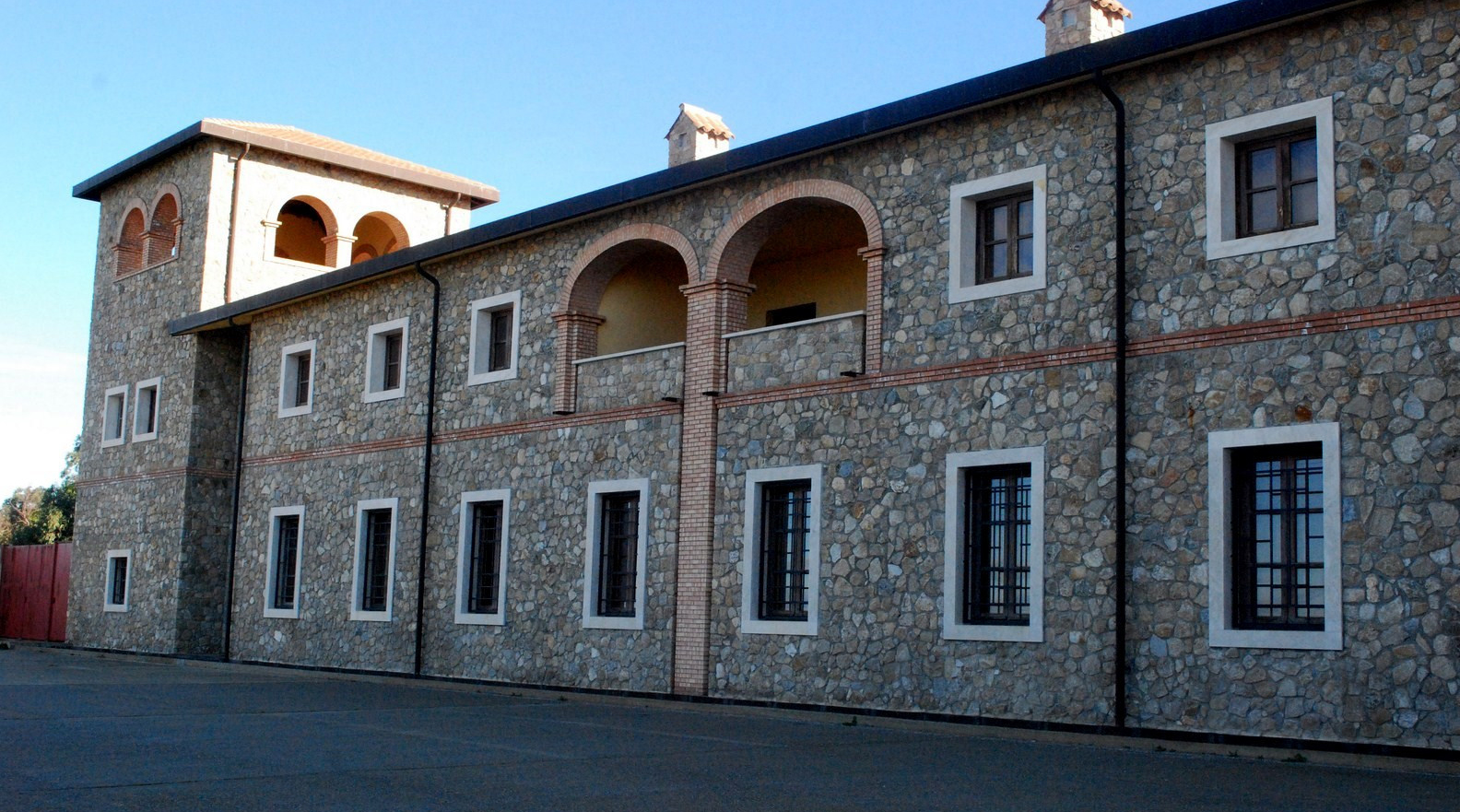
Monastero della Visitazione

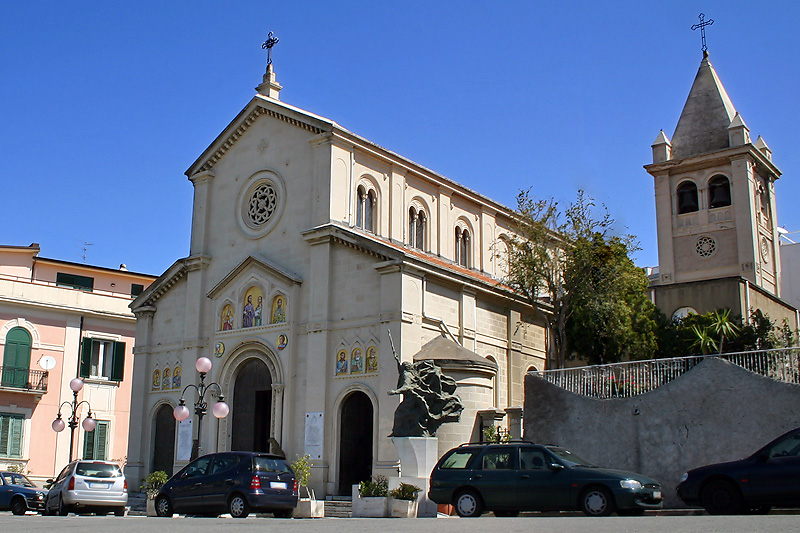
Santuario di San Paolo

- Santuario dell'Eremo

Il Santuario è adagiato nell'omonimo quartiere Eremo, che occupa la zona più alta della città, uno dei maggiori templi della cristianità in Calabria e meta costante di pellegrini. È il luogo dove la grande vara della Madonna della Consolazione dimora quasi tutto l'anno, per poi passare dalla seconda settimana del mese di settembre sino all'ultima domenica di novembre, nella Basilica Cattedrale della città.
- Santuario di Sant'Antonio da Padova

Si trova sulla Collina degli Angeli, una delle alture che dominano il centro cittadino, e si presenta in stile gotico.
- Santuario di San Paolo

Sorge in via Reggio Campi accanto alla piazza Rotonda, in una posizione che domina dall'alto la parte sud della città. La facciata si presenta in stile neoclassico, di ispirazione romanica, con tre portali di bronzo e nove nicchie riproducenti a mosaico: al centro San Paolo, San Luca, San Giovanni Crisostomo, Sant'Agostino; ai lati sei grandi dell'antichità: Socrate, Platone, Aristotele, Cicerone, Virgilio, Seneca; vi sono inoltre raffigurati, in due cerchi, Alessandro Magnoe e Giulio Cesare.
- Santuario di Maria Santissima di Modena

È situato a fianco dello svincolo di uscita della tangenziale di Reggio Calabria per il quartiere di Modena.
- Santuario del Volto Santo

Si trova nel quartiere di Spirito Santo e custodisce la tomba del Beato Padre Gaetano Catanoso. Il Santuario, sorto secondo il desiderio di San Gaetano Catanoso, viene completato e aperto al culto con la consacrazione il 2 gennaio 1972. Il 4 aprile 1988 la chiesa del Volto Santo è eretta a Santuario dall'Arcivescovo di Reggio Calabria, Monsignore Aurelio Sorrentino.
- Santuario di Maria Santissima della Grazia

Si trova nel quartiere di Gallico e custodisce al suo interno una preziosa immagine di Maria SS. della Grazia probabilmente dei secoli XVI-XVII.
- Monastero della visitazione di Santa Maria

È ubicato su una collina che domina la città, presso i campi di San Nicola di Ortì, ed è stato edificato appositamente per accogliere le suore dell'ordine della Visitazione.

## Architetture civili

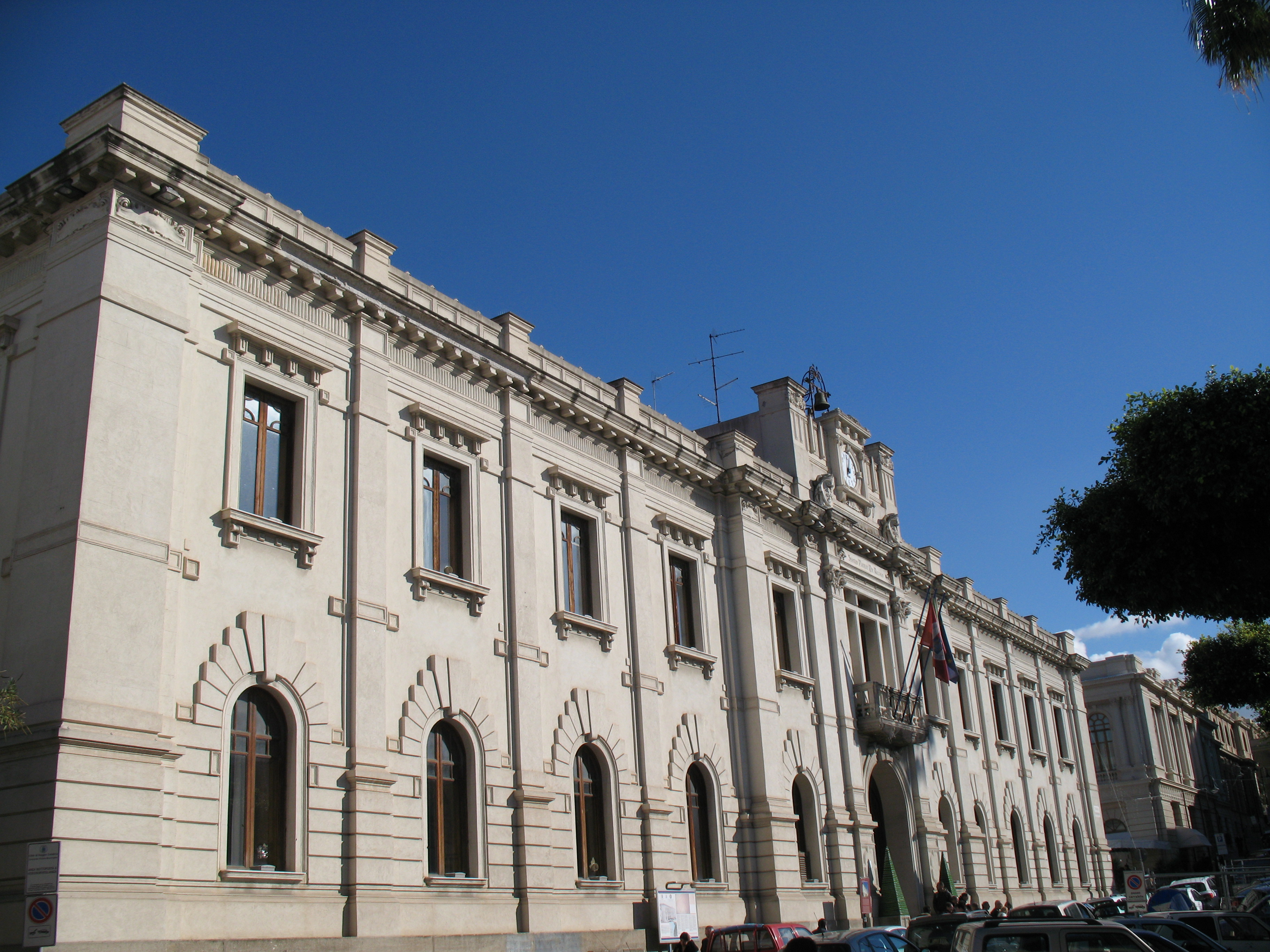
Palazzo San Giorgio (Municipio)

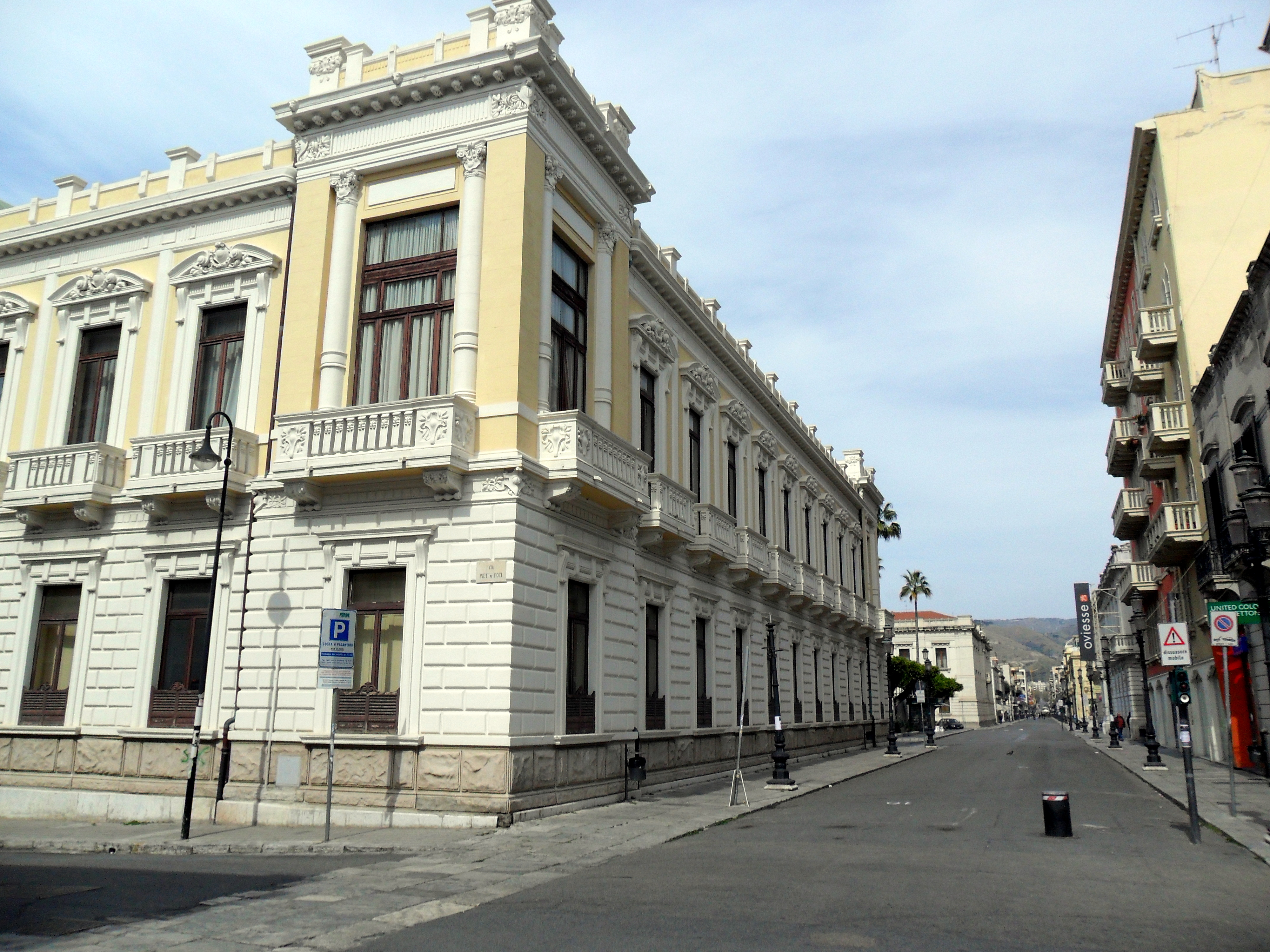
Palazzo Foti

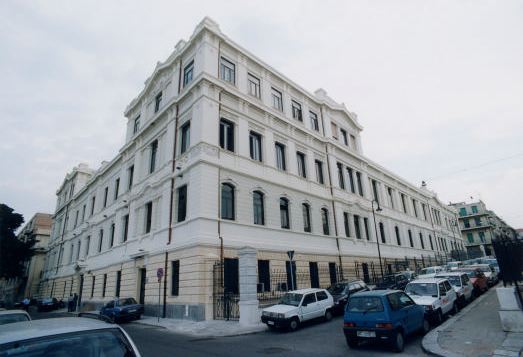
Palazzo delle Poste

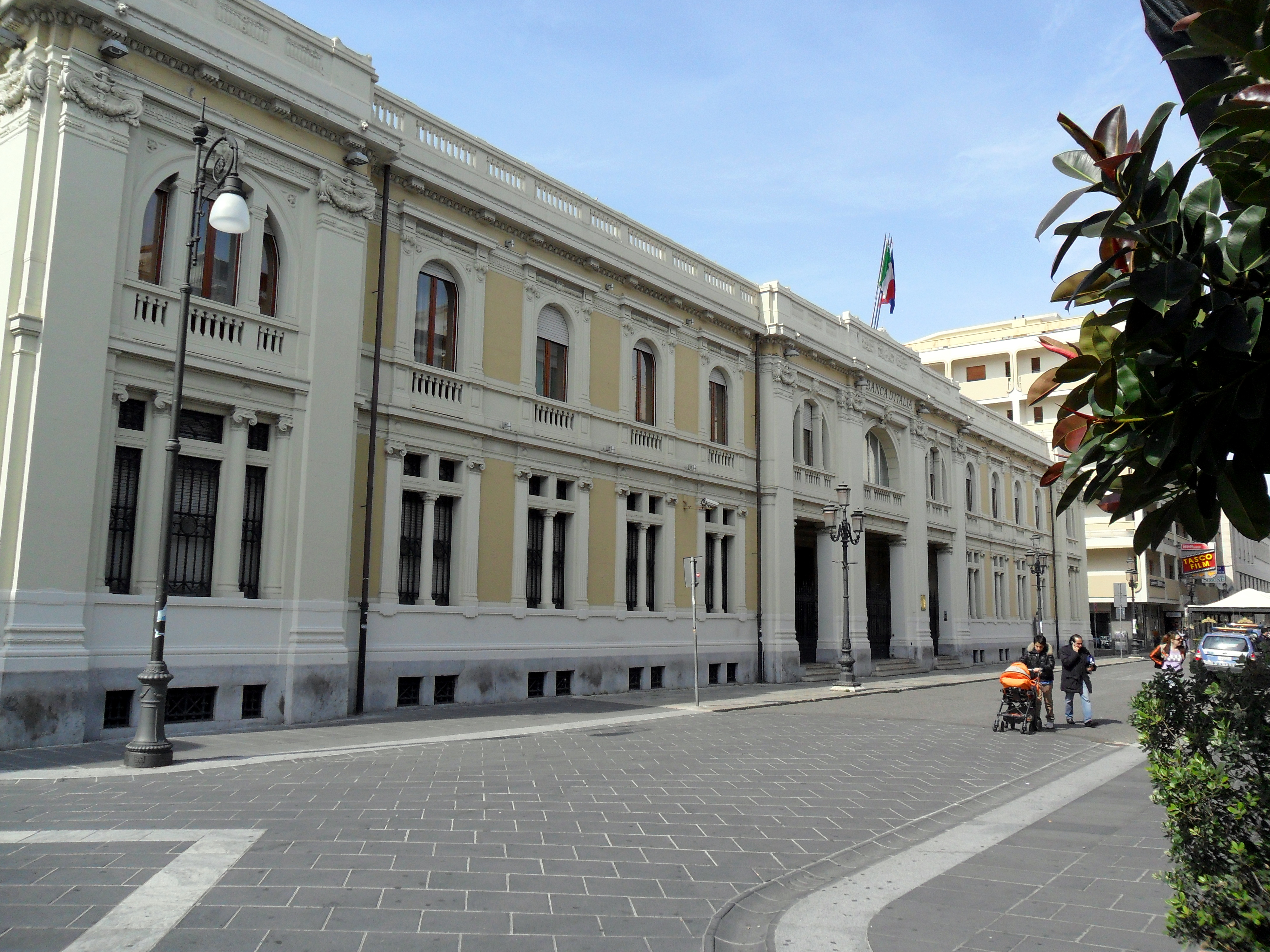
Palazzo della Banca d'Italia

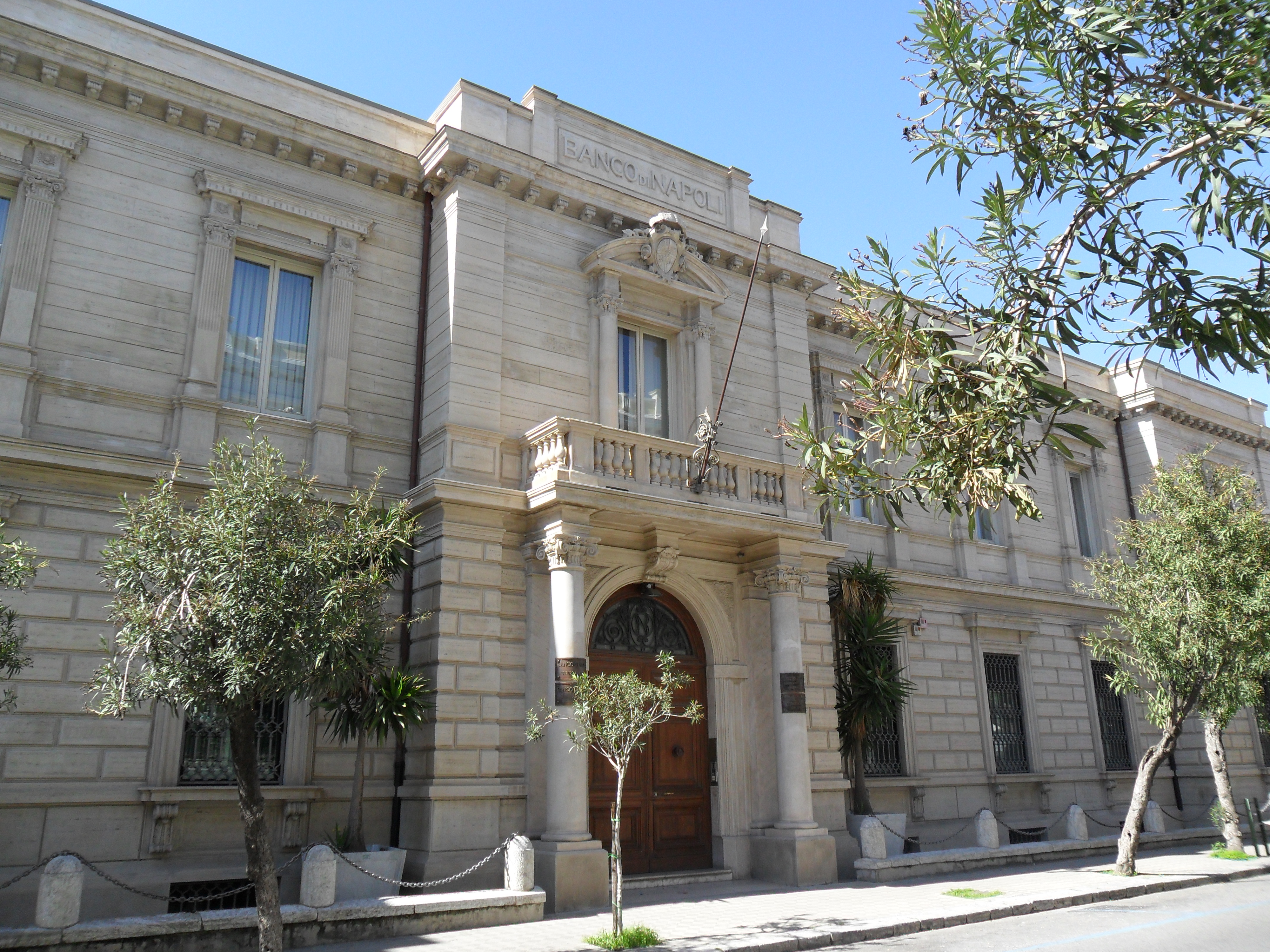
Palazzo del Banco di Napoli

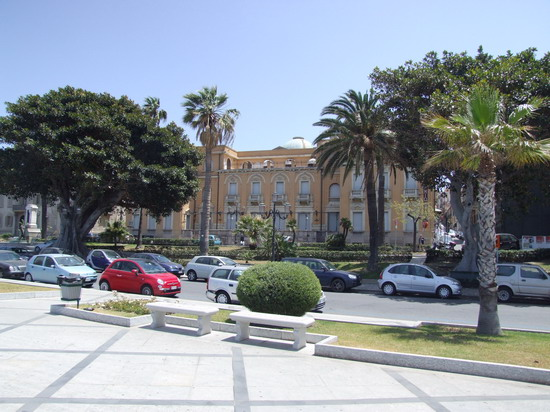
Ex Hotel Miramare

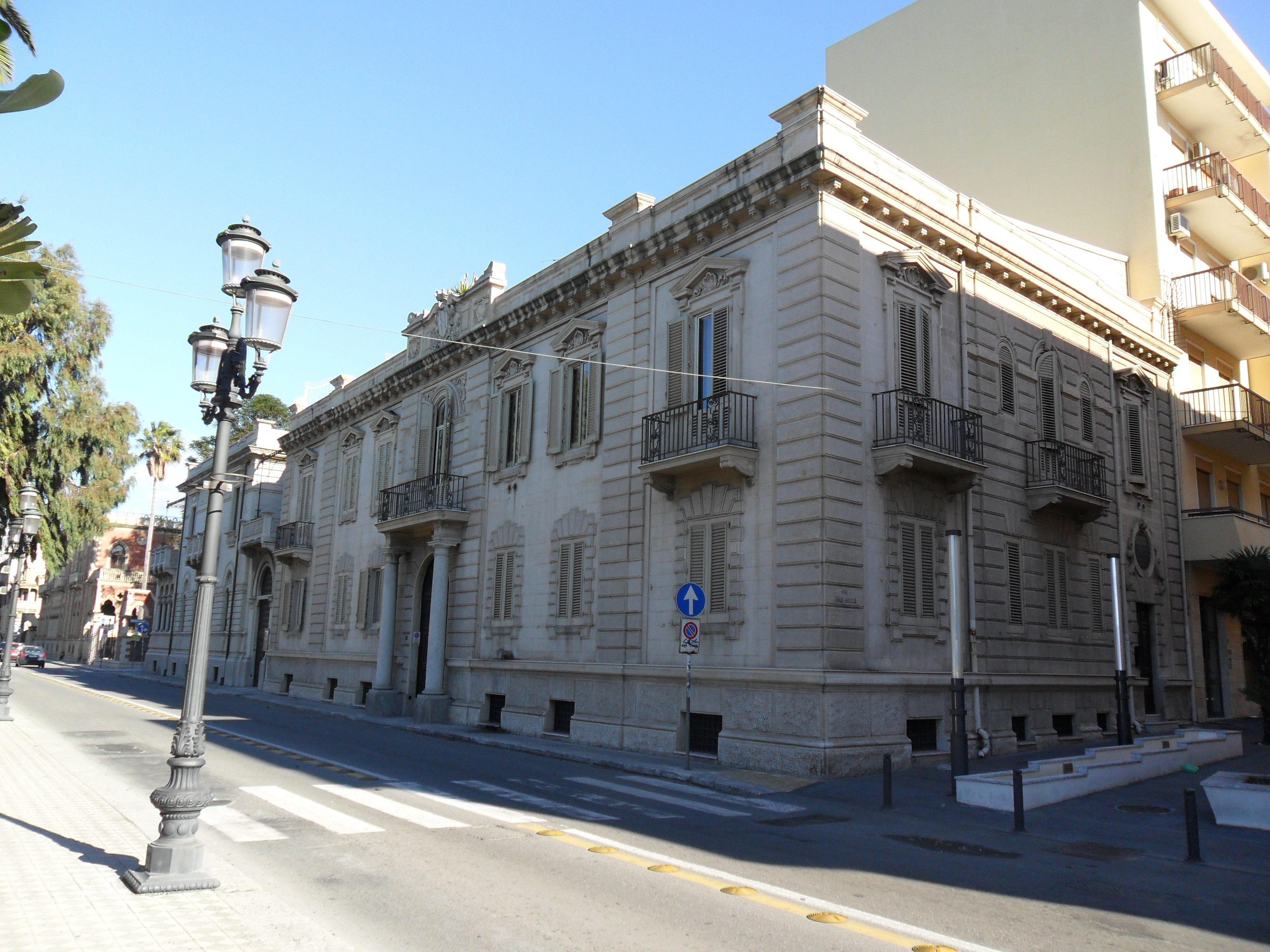
Palazzo Giuffrè

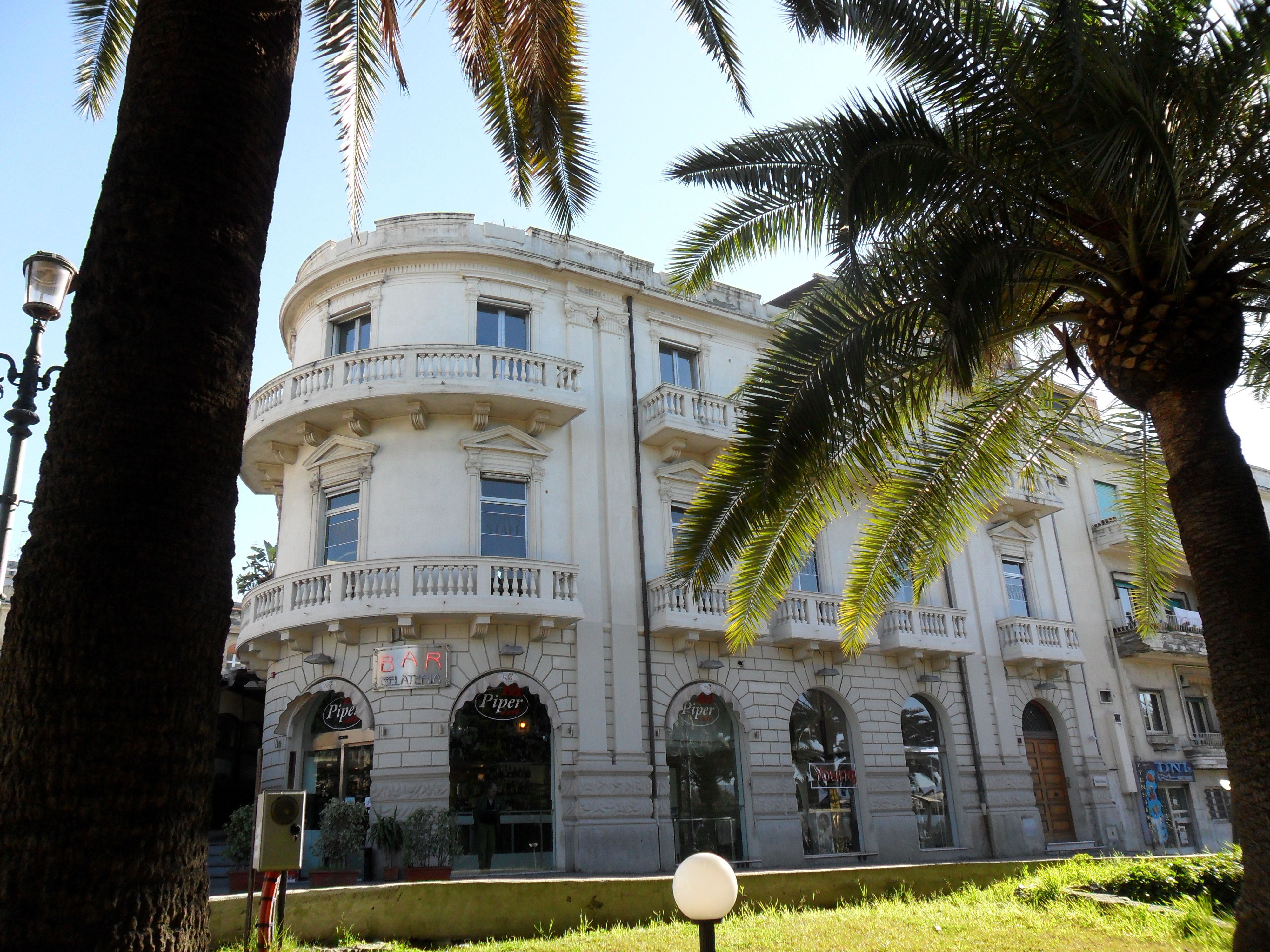
Palazzo Barbera

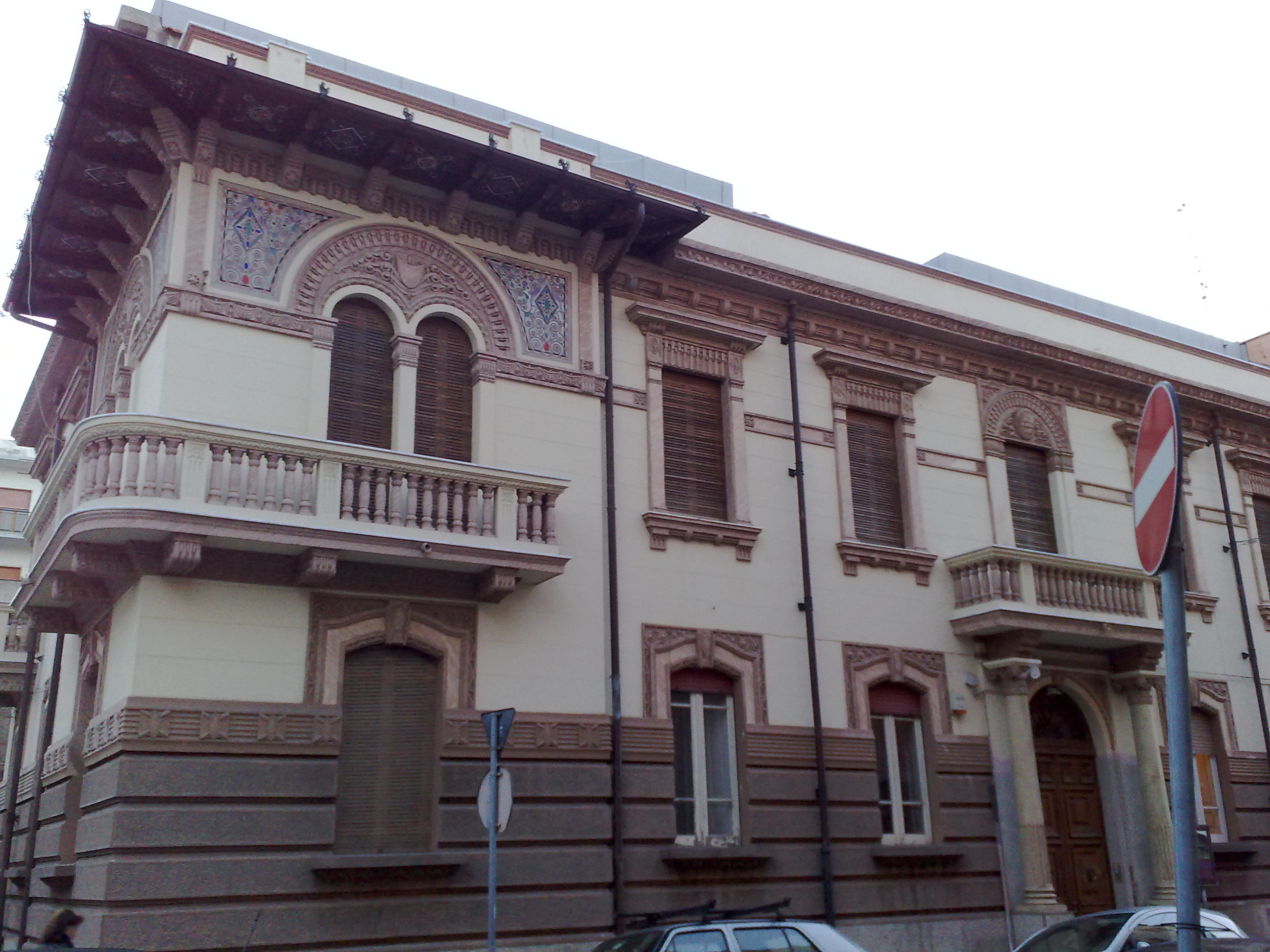
Palazzo Miccoli-Bosurgi

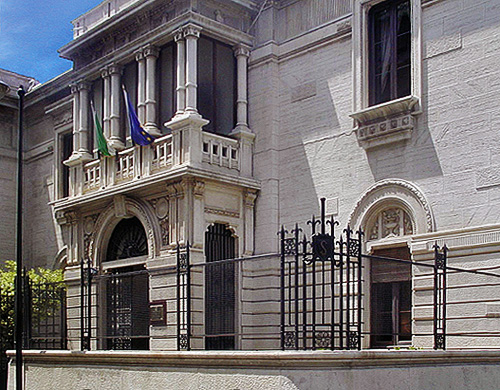
Palazzo Spinelli

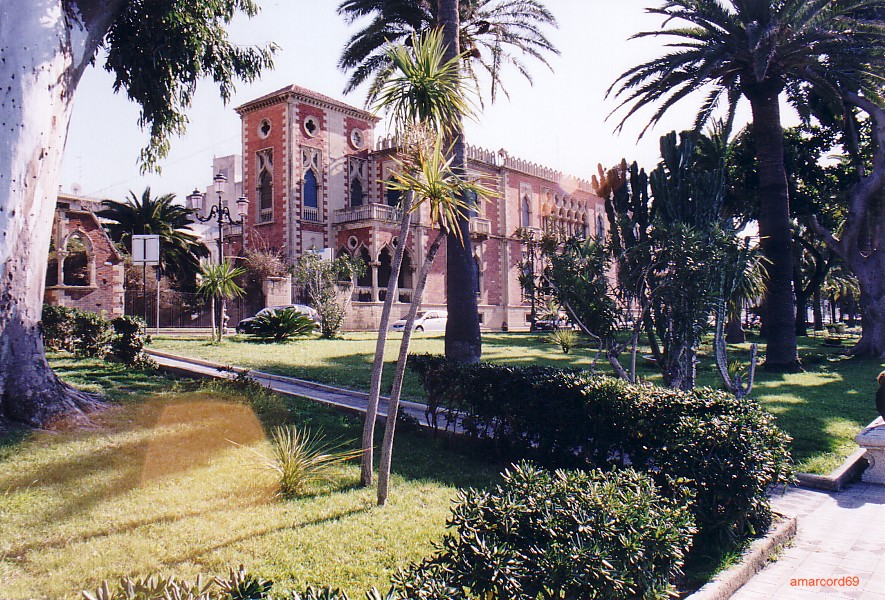
Villa Zerbi

L'assetto urbanistico della città, dopo il terremoto del 1908, si presenta regolare e specie nella parte più vicina al mare le vie sono abbastanza ampie e piene di luce. Sia sulla via Marina che sul corso Garibaldi si affacciano decine di palazzi civili e pubblici in cui lo stile dominante è il liberty.

### Principali edifici di edilizia pubblica
- Palazzo del Municipio

Eretto nel 1921 su progetto dell'architetto Ernesto Basile, si presenta in stile liberty. Il municipio possiede una cospicua collezione di 250 opere di artisti calabresi, nati tra la prima metà dell'Ottocento e la prima metà del Novecento. Tale collezione costituisce il nucleo portante della Pinacoteca civica.
- Palazzo della Provincia

Opera di ispirazione umbertina di Gaetano Spinelli e Camillo Autore, del 1920, dagli artistici lampioni posti sul prospetto, custodisce un'ara romana, ritrovata sul posto e sistemata sullo scalone di accesso, e numerose opere d'arte di pregio.
- Palazzo del Governo

È una costruzione che si presenta con ampie logge, giardinetti pensili, cancelli in ferro battuto. Edificato nel 1921 dall'architetto Gino Zani, possiede un dipinto sul soffitto del salone di ricevimento di Andrea Alfano che rappresenta La ricostruzione.
- Teatro comunale Francesco Cilea

Dalle architetture neoclassiche, è dedicato al maestro compositore Francesco Cilea. È una notevole architettura sia per l'ampiezza che per la funzionalità e fu eretto nel 1930. È stato recentemente restaurato.
- Teatro Siracusa

Progettato nel 1921 in stile liberty dagli ingegneri Barbaro e Canova, impreziosito con alcuni bassorilievi dello scultore reggino Ezio Roscitano, venne realizzato nell'area dove, prima del sisma del 1908, iniziava il percorso tortuoso della Salita Santa Lucia.
- Palazzo della Camera di Commercio

Il palazzo dalla singolare architettura, pur con elementi rinascimentali, si richiama allo stile liberty, specie negli interni. Fu costruito nel 1935 su progetto dell'architetto Gino Zani.
- Palazzo Zani

Concepito come palazzo del Genio Civile, attualmente è la sede della facoltà di Giurisprudenza della città. L'edificio, progettato da Gino Zani e presentato alla Commissione Edilizia nel luglio del 1920, è a due livelli più scantinato, e segue costantemente la linea di dislivello dal Lungomare sino ad arrivare a via Dei Bianchi dove si presenta con un comparto a maggiore altezza.
- Palazzo dei Tribunali

L'edificio, progettato dall'ingegnere Farinelli, venne iniziato nel 1915 e completato nel 1926. Attualmente il palazzo ospita gli uffici giudiziari della città e, in particolare, vi si trovano la corte di Assise e la corte di Appello.
- Palazzo delle Finanze

Architettonicamente l'edificio è caratterizzato da canoni stilistici neorinascimentali con influssi dell'architettura liberty attraverso le decorazioni a motivi floreali. Ospita gli uffici provinciali dell'Agenzia delle entrate.
- Palazzo delle Poste e Telegrafi

Rappresenta una tra le migliori costruzioni neoclassiche della città. L'edificio, maestosa costruzione, occupa l'intero isolato delimitato dal corso Vittorio Emanuele III e dalle vie Miraglia, Valentino e Foti.
- Palazzo della Banca d'Italia

Progettato dall'Ing. B. Accolti Gil, posto in fregio al Corso Garibaldi, si presenta in architettura neoclassica.
- Palazzo del Banco di Napoli

Edificio di gusto neoclassico, fu costruito nel 1927 e si trova sulla via Miraglia.
- Palazzo del Monte dei Paschi di Siena

In stile liberty, si trova sulla via del Torrione, zona alta del centro storico.
- Albergo Centralino

Edificio in stile liberty, ha ospitato per un lungo periodo uno degli alberghi storici della città. Attualmente l'edificio è la sede degli uffici esattoriali.
- Palazzo ex hotel Miramare

Fino a poco tempo fa ha ospitato l'omonimo hotel e attualmente è in disuso anche se c'è un progetto dell'amministrazione comunale per la sua riconversione a sede espositiva. Si presenta esternamente in stile architettonico neoclassico mentre gli interni risentono delle influenze delle liberty. Il Palazzo Miramare è stato dichiarato «bene di interesse particolarmente importante sul piano storico-artistico» e sottoposto a procedimento per l'imposizione del vincolo di tutela da parte della Soprintendenza per i Beni Archeologici della Calabria poiché nell'area sono presenti resti archeologici riconducibili alla città romana di Regium.
- Palazzo Istituto Tecnico Piria

Fu progettato dall'architetto Camillo Autore nel 1912 e venne completato dopo varie interruzioni nel 1919. L'edificio presenta un corpo di fabbrica leggermente asimmetrico a forma di C con il cortile aperto su via Piria. Il progetto originariamente pensato a due piani fuori terra venne poi trasformato con l'inserimento di un piano seminterrato. I prospetti, perfettamente simmetrici, sono caratterizzati dall'andamento costante delle aperture, l'uso di decorazioni. Altra caratterizzazione è data dall'uso dell'intonaco: dopo il primo livello del basamento di pietra artificiale cementizia in finto travertino, attraverso una miscela di graniglia e pietra cementizia, diventa bugnato per tutto il piano terra, e intonaco lisciato e rigato per tutto il piano superiore. Le facciate semplici e uniformi presentano nella parte finale una cornice ricca di decorazioni floreali, riprese anche sugli architravi delle finestre impreziosendo l'immagine complessiva.

### Principali edifici di edilizia privata
- Palazzo Barbera
- Palazzo del Bufalo
- Palazzo Corigliano
- Palazzo De Blasio
- Palazzo Fiaccadori
- Palazzo Giuffrè
- Palazzo Guarna
- Palazzo Mazzitelli
- Palazzo Melissari
- Palazzo Melissari-Musitano
- Palazzo Miccoli-Bosurgi
- Palazzo Nesci
- Palazzo Pellicano
- Palazzo Romeo Retez
- Palazzo Spanò Bolani
- Palazzo Spinelli
- Palazzo Trapani-Lombardo
- Palazzo Vitrioli
- Palazzo Zani-Spadaro

### Principali ville storiche
- Villa Zerbi

Si trova sul lungomare Falcomatà ed è una villa in stile veneziano del XIV secolo, con elementi decorativi e cromatismi molto evidenti. Tra i più importanti centri d'arte della città, Villa Zerbi offre periodiche mostre artistiche e d'architettura. È inoltre sede espositiva della Biennale di Venezia nel sud Italia.
- Villa Nesci

È una storica costruzione ubicata in via Reggio Campi, nella parte collinare del centro storico della città. La ricchezza plastico-decorativa, felice ricerca chiaroscurale nell'alternanza degli sbalzi scultorei, sottolineano la grazia e l'eleganza compositivo-architettonica dell'edificio, caratterizzata dalla sinuosità della linea dei prospetti, tipica espressione dello stile liberty.
- Villa Benassai

L'edificio, occupa un lotto arretrato rispetto alla via nazionale Pentimele. Il monumento architettonico è caratterizzato da un linguaggio stilistico classico ma con influssi dello stile liberty ed è costituito da un piano seminterrato e da due livelli fuori terra, con un armonioso sistema di pieni e di vuoti ed impianto planimetrico con la seguente disposizione dei locali: al piano terra vi è un salone, la scala e quattro camere, al piano superiore ci sono due camere ai lati e una centrale. L'accesso dalla strada principale è costituito da due pilastri con cancelletto in ferro battuto artistico segue un percorso che conduce all'ingresso principale sopraelevato rispetto ad un basamento che contiene le aperture del piano seminterrato, attraverso due scalinate; sono presenti una serie di finestre di forma rettangolare racchiuse entro cornici di forma circolare talune complete di balcone con balaustra classica; al piano superiore si ripetono in asse le aperture ma con arco a tutto sesto e talune diventano tripartite sempre con balconi. Tutti i prospetti sono interamente trattati a bugnato con cornicione dentellato seguito da una balaustra scandita da pilastrini.
- Villino Fiaccadori

L'edificio, attualmente destinato a casa di cura, progettato dall'architetto Fiaccadori, occupa la parte ad angolo dell'isolato che affaccia su via Crocifisso e l'omonima piazza. L'edificio in esame insieme a Palazzo Fiaccadori ed al grande albergo Miramare è caratterizzato da un linguaggio classico con influssi di architettura liberty anche se la sua ultima destinazione d'uso ne ha notevolmente modificato le caratteristiche architettoniche. Il manufatto edilizio si articola su tre livelli con un impianto planimetrico di forma triangolare con un armonico sistema di pieni e di vuoti caratteristico della tipologia villino unito alla vegetazione. I prospetti si presentano con un basamento rivestito di pietra ed ingresso principale su via Crocifisso, le aperture sono ad arco a tutto sesto e ribassato; caratteristica è la soluzione ad angolo con la ringhiera ricurva in stile classico all'altezza del terrazzo da cui si dipartono le scalinate esterne che conducono ai livelli superiori.

### Principali edifici di epoca fascista
- Stazione Centrale

Progettata con criteri razionalistici dall'architetto futurista Angiolo Mazzoni, la stazione fu inaugurata il 18 aprile 1938. All'interno dell'atrio d'ingresso si trova un bassorilievo in ceramica policroma che raffigura la Fata Morgana dello scultore Michele Di Raco.
- Casa del Fascio

Fu inaugurata con un'importante cerimonia alla fine del 1936.
- Palazzo Picentini

Ospita il Museo Nazionale della Magna Grecia. Fu realizzato, su progetto del Piacentini, tra il 1932 ed il 1941, con volumetria massiccia che ne enfatizza la monumentalità. Ultimamente ha subito imponenti e radicali lavori di ristrutturazione ed è stato riaperto al pubblico in occasione delle feste celebrative del 150º anniversario dell'Unità d'Italia.

### Principali edifici in architettura moderna
- Torre Nervi

Costruzione circolare opera dell'architetto Pier Luigi Nervi, che si staglia dal lido comunale Zerbi situato sotto Piazza Indipendenza in pieno centro cittadino.
- Centro direzionale

È un complesso di quattro edifici che formano nell'insieme un unico corpo. Il complesso sorge nel quartiere di Spirito Santo e ospita vari uffici comunali e del tribunale.
- Palazzo Campanella

Posto sulla via Cardinale Portanova, è la sede del Consiglio regionale della Calabria.
- Palazzo di Giustizia

È in fase di realizzazione e si trova in prossimità del Centro direzionale. Il progetto esprime un concetto urbanistico ed ecologico: creare una piazza civica, perno organizzativo del nuovo complesso e del quartiere circostante. La piazza è racchiusa da due volumi distinti ma interconnessi dei tribunali civile e penale. Uno, curvilineo, riflette il dinamismo di un adiacente superstrada, l'altro la linearità del tessuto urbano. La vita tradizionale del luogo si svolgeva in spazi aperti protetti da pergole verdeggianti. La piazza civica è protetta da una pergola bioclimatica in alluminio e acciaio, che ne controlla il microclima, diffonde la luce, attiva la ventilazione, riduce le dispersioni energetiche e protegge dalla pioggia e dai raggi solari estivi. Il complesso comprende 25 grandi aule d'udienza e si sviluppa su 12 piani.

## Architetture militari

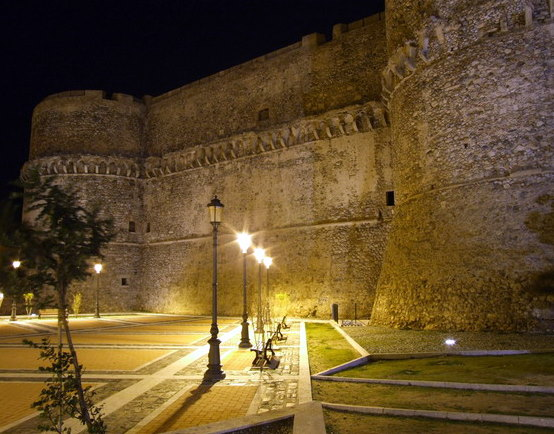
Castello Aragonese nell'omonima piazza

Una parte di storia della città è sicuramente rappresentata dal suo sistema di fortificazioni, strutture architettoniche, rocche, castelli, torri e bastioni di epoca diversa. Essi costituiscono quello che fu un sistema di difesa di cui la città, in tempi diversi, ebbe necessità di dotarsi a causa della propria configurazione geografica.

### Castelli
- Castello Aragonese

Di origine molto antica, la sua costruzione si ritiene anteriore all'invasione dei Goti di Totila del 549. Punto strategico di difesa della città, fu dominio di Bizantini, Arabi, Normanni, Svevi ed Angioini. Nel 1459 Ferdinando d'Aragona fece aggiungere le due torri cilindriche merlate, che ne danno il caratteristico aspetto "aragonese", ora dichiarate monumento nazionale. Oggi il castello è una delle principali sedi espositive della città.
- Castello di Sant'Aniceto

Detta anche Motta di Sant'Aniceto, è una fortificazione normanna costruita nella prima metà dell'XI secolo sulla cima di un'altura rocciosa, tra quelle che dominano la città di Reggio Calabria, nei pressi del centro abitato di Motta San Giovanni.

### Le Motte
Le Motte (dal francese antico motte, "castello in posizione elevata") erano strutture militari destinate a controllare il passaggio nello Stretto. Costruite dai Normanni furono successivamente potenziate dagli Angioini e dagli Aragonesi. Nei primi decenni del Quattrocento, una dopo l'altra, tutte le Motte furono distrutte a causa delle lotte tra i reggini e gli invasori arabi che vi si rifugiavano. Anche se sono più di quattro, si è soliti identificare le motte reggine come le "Quattro Motte", di cui le principali sono:
- Motta Anòmeri ubicata ad Ortì,
- Motta Rossa ubicata sotto Sambatello,
- Motta San Cirillo ubicata a Terreti
- Motta Sant'Aniceto posta tra Motta San Giovanni e Paterriti.

Oltre a Motta Sant'Agata ubicata tra Cataforio e San Salvatore e il Castello Normanno di Calanna.

### Torri costiere

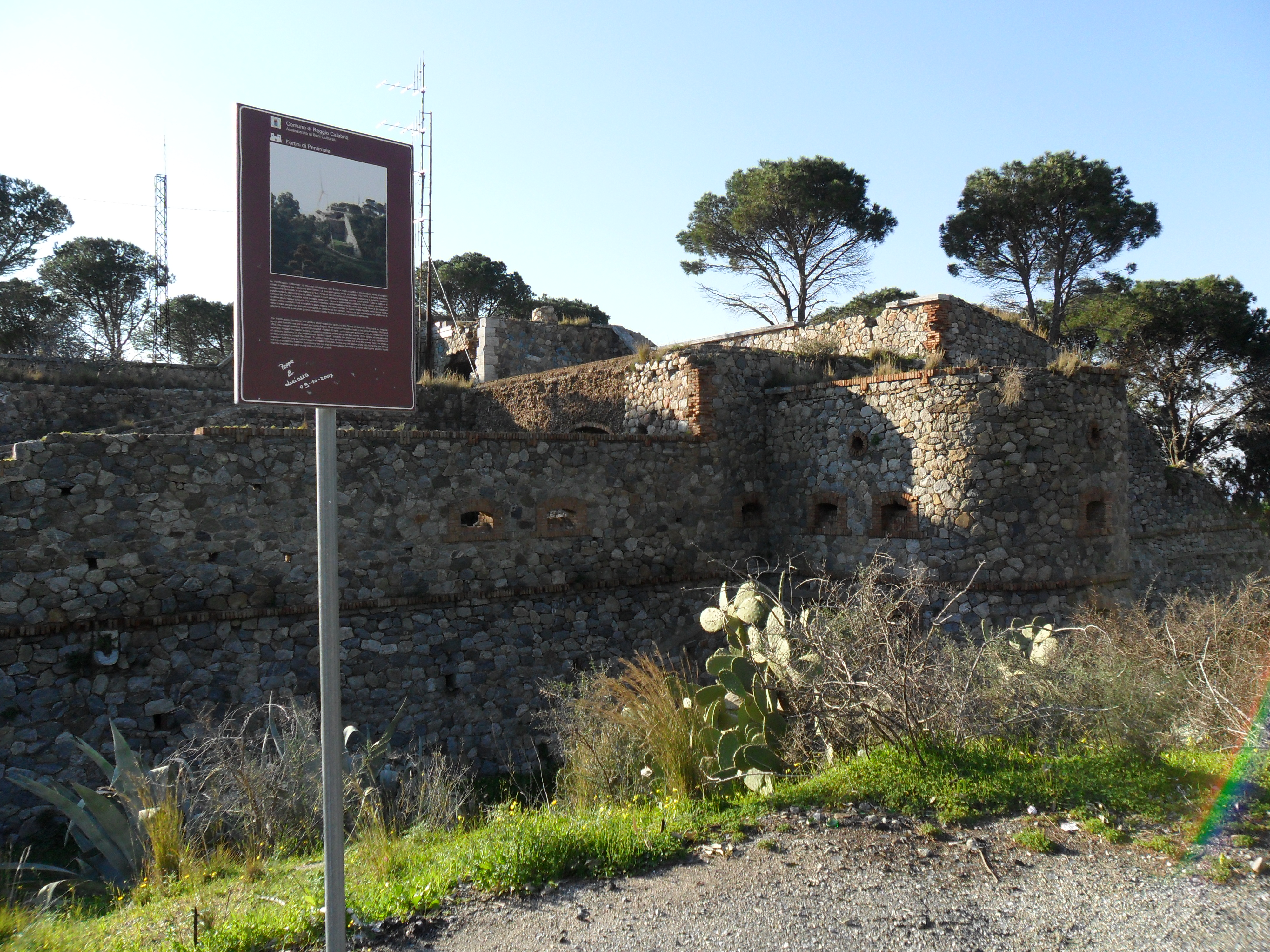
Uno dei fortini di Pentimele

Le torri presenti in prossimità dell'area dello stretto facevano parte del sistema delle torri costiere del Regno di Napoli. Esse costituivano il sistema difensivo, di avvistamento e di comunicazione lungo la fascia costiera del regno di Napoli. Furono costruite per arginare le frequenti incursioni saracene e corsare. Alcune sono andate distrutte mentre di altre rimangono alcuni resti. Tra esse si ricordano:
- Torre Ravagnese (Cuglari)
- Torre San'Agata (Lupo)
- Torre Pentimele
- Torre Gallico
- Torre Gallico
- Torre Pellaro (Castiglia)

### Fortini e batterie militari
- Forte di Catona, nell'omonimo quartiere;
- Batteria Modena nel rione Modena;
- Batteria Gullì nel quartiere di Arghillà;
- Batteria San Leonardo nel quartiere Catona;
- Batteria Pellizzeri e Batteria Pentimele Sud sulla collina di Pentimele;
- Batteria Fondo Versace-Spirito Santo nella zona est della città.

## Siti archeologici

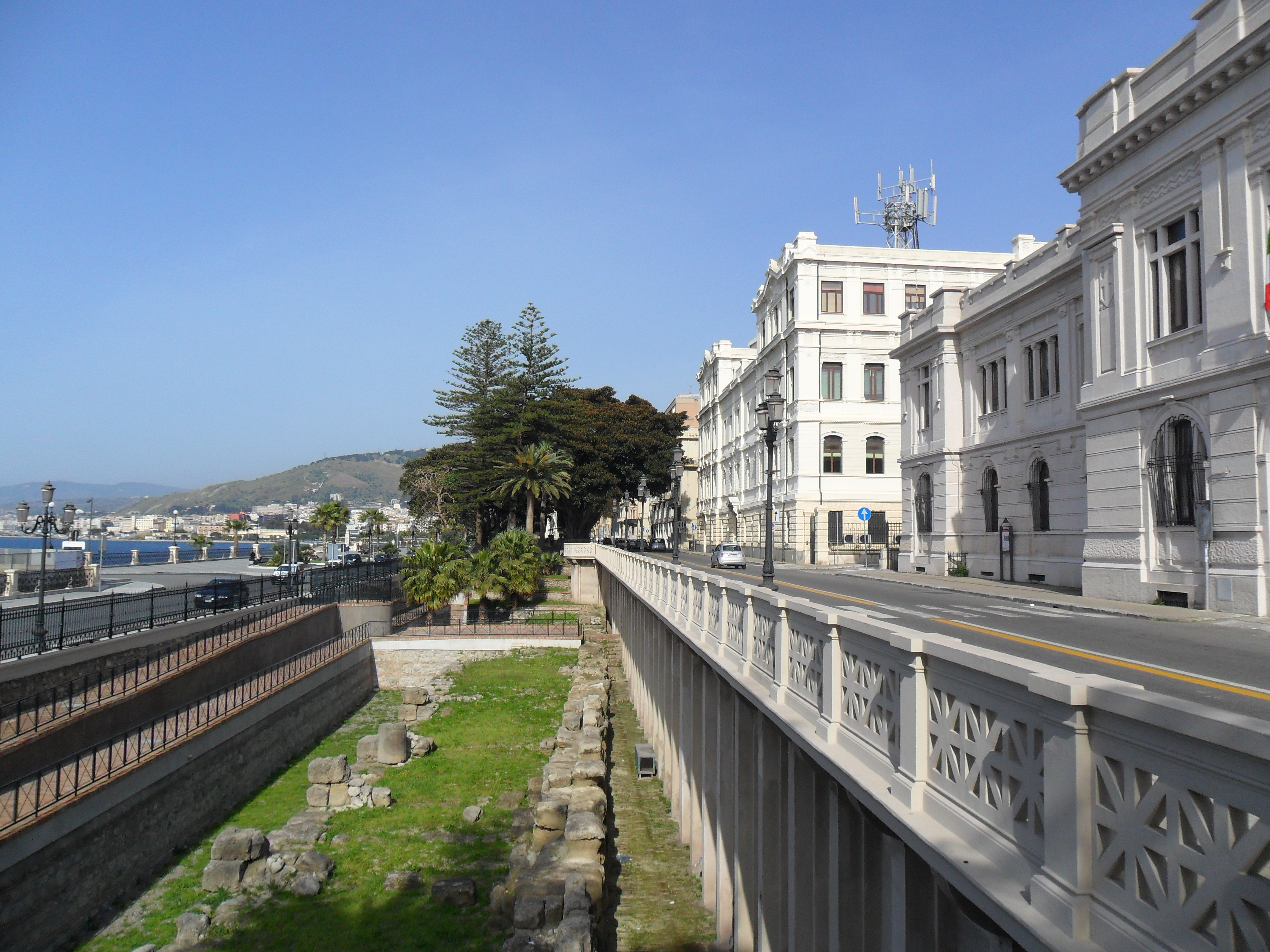
Scorcio del corso Vittorio Emanuele, o "via Marina alta" e delle Mura Greche.

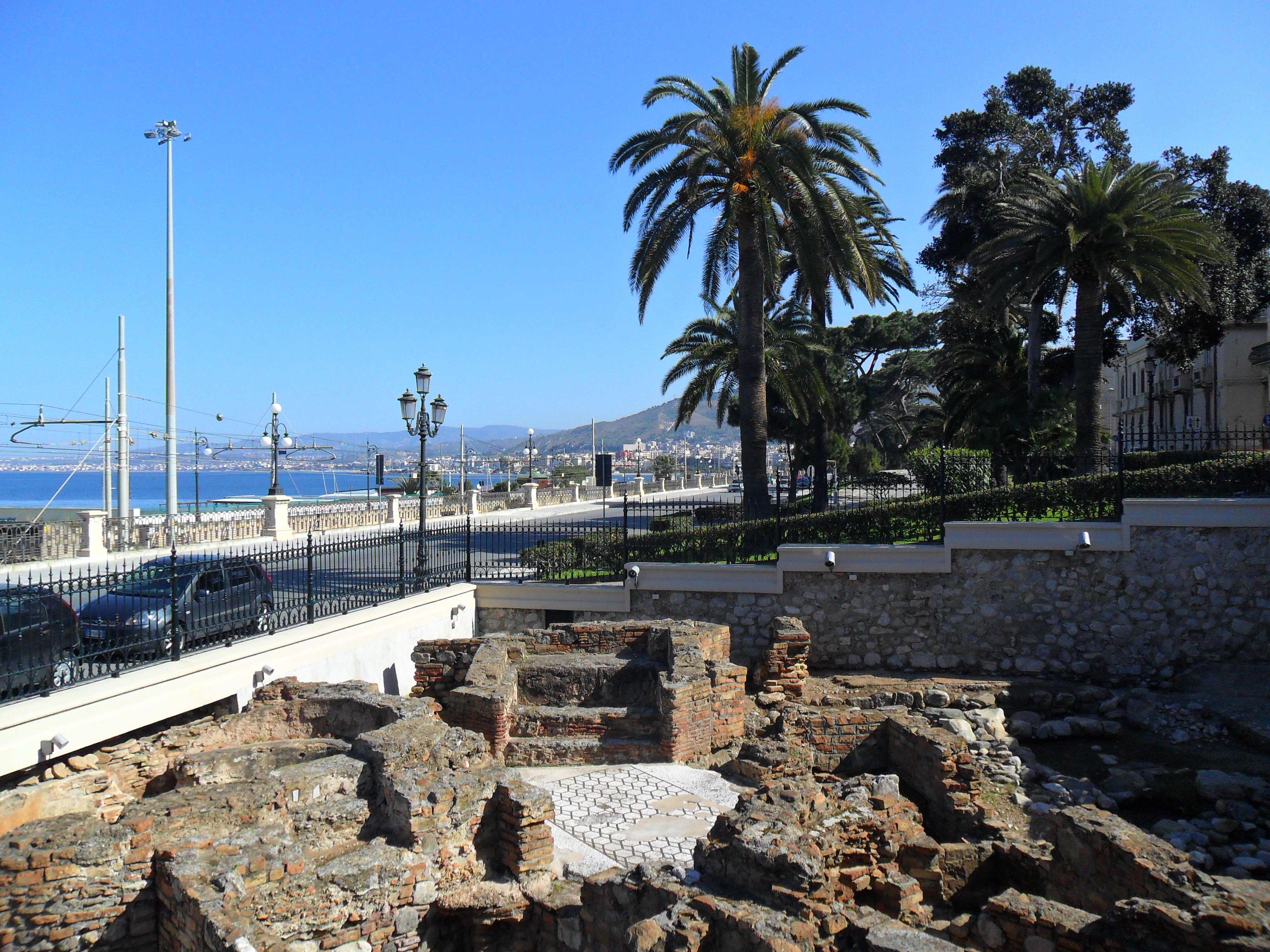
Le Terme romane sul lungomare

### Le mura ellenistiche della Collina degli Angeli
Risalgono al IV secolo a.C. e facevano parte della cinta muraria che cingeva ad oriente l'antica Rhegion. La caratteristica di queste mura sta nei cosiddetti mattoni crudi cioè mattoni costruiti con fango misto a paglia chiuso in forme predisposte e lasciato seccare al sole. Altra particolarità sta nelle sue fondamenta poste su una base sabbiosa. Sono stati ritrovati, in quest'area, iscrizioni in caratteri greci, probabilmente in lingua osca, un dialetto campano tipico di mercenari al soldo dei Greci di Reggio e una bellissima edicola votiva, rappresentante una Vittoria alata, con leggenda TRIS NIKA, tre volte vittoria.

### Le mura della collina del Trabocchetto
Sempre di origine ellenistica, risalgono al IV secolo a.C. ma con una differenza di epoche diversa: le parti in mattoni crudi sono di epoca classica, mentre quelle in pietra fanno parte della ricostruzione di Dionisio il Giovane. Un'apertura delle mura farebbe pensare a una porta urbica o ad un passaggio praticato dopo che la cinta muraria cadde in disuso. L'ipotesi più plausibile fa rientrare le mura come facenti parte di un fortino, con due torri realizzate per le nuove artiglierie che avevano preso piede come arma di difesa nel IV secolo a.C. Nel fortino si riconoscono due stanze: una è lunga circa 7 piedi e larga sei piedi reggini (un piede reggino = 30 metri). Il sito non è facilmente fruibile dal centro cittadino, in quanto rimane sulla via Reggio Campi II Tronco, ma è stato creato ultimamente un parco archeologico.

### Le mura greche della Via Marina
L'ipotesi più verosimile fa risalire la costruzione delle mura dopo il IV secolo a.C., quando Dionisio il Giovane ricostruì la città dandole il nome di Febea. La struttura delle mura è in mattoni cotti che poggiano su delle fondazioni in pietra tenera locale. La cinta muraria era costituita da un muro a doppia cortina: i vuoti tra le due cortine venivano riempiti di terra e pietrisco e su questa solidissima base veniva innalzato il muro vero e proprio, costruito in mattoni cotti. La realizzazione della cinta veniva affidata, probabilmente, a privati, come è dimostrato dalle incisioni o marchi di cava ritrovati sulle pietre. Le mura greche, recintate da una cancellata in ferro, si trovano sulla Via Marina, esattamente all'altezza di Piazza Camagna.

### La tomba ellenistica
I greci ed i romani situavano le loro necropoli lungo le vie d'accesso alle città, facendo a gara per realizzare le sepolture più belle. Secondo alcuni studiosi, molto probabilmente, una zona adibita a sepoltura doveva trovarsi al centro della città moderna ed esattamente nell'area dell'attuale Piazza Italia. La tomba ellenistica fu ritrovata durante gli scavi per la costruzione del Museo Nazionale, in seguito fu spostata sulla via Marina, come ornamento alla stele di Ibico. La tomba ospitava i resti di una persona facoltosa e i massi isodomi con cui fu costruita, facevano parte della cinta muraria dell'antica Rhegion anche se, il diverso formato dei blocchi fa pensare solo alla stessa cava d'origine. Oggi la tomba è posta tra il Corso Vittorio Emanuele e la Via Marina, accanto ad un celebre chiosco di gelati.

### Il parco archeologico dell'area Griso-Laboccetta
Una delle aree archeologiche più importanti in quanto testimonia l'intera storia materiale della città dall'epoca arcaica (IV secolo a.C.) fino al XV secolo ed oltre. Il sito a restituito alla storia pezzi archeologici di notevole interesse che ci fanno ipotizzare la presenza nell'area di un santuario molto importante nel IV secolo a.C. dedicato a Zeus ed Hera. Nell'epoca romana, l'area fu occupata da case private e dal periodo bizantino fino al tardo Medioevo, rimase esterna alla cinta muraria della città. Da questo sito provengono numerosi reperti: un frammento in terracotta raffigurante figure femminili in corsa (VI secolo a.C.), frammenti di vasi calcidesi del VI secolo a.C., oggetti votivi e un frammento di vaso a vernice nera con scritte in greco. Il sito archeologico si trova nell'area Griso-Labocetta (cognome dei proprietari del fondo dell'Ottocento), si trova tra la Via Aschenez e la Via Torrione.

### Le terme romane
Risalgono alla media età imperiale, e la porzione rimasta è ben conservata con tappeti di mosaici. Al quel tempo, Reggio, era famosa per le sue acque salutari e aveva molte terme private al suo interno. La loro locazione, nella Rhegium Julium, doveva essere vicino al fiume Apsia (odierno Calopinace), da cui dovevano giungere le acque per i bagni. Le terme avevano anche una palestra (gymnasion) per gli esercizi ginnici, con un portico di cui si conservano alcune colonne. Le terme appaiono attraversate da un grosso muro, che, probabilmente, ci testimonia un argine della fiumara Calopinace prima che lo stesso venisse incanalato entro gli attuali margini nel XVI secolo.

### Il parco archeologico di San Giorgio al Corso
Scavata in anni recenti, l'area faceva parte di un monastero benedettino dedicato a San Giovanni. Secondo lo studioso Francesco Arillotta, gli scavi sono relativi alla chiesa di Santa Maria di Pedoglioso. La conformazione della chiesa sembra di stampo orientale, ortodosso, con le tre absidi orientate e l'altare posto tra quattro pilastri che sostengono la cupola. Dopo la conquista dei Normanni e le successive dominazioni, le vicende del luogo di culto appaiono molto complesse: probabilmente la chiesa venne dedicata a Santa Maria della Vittoria dopo la battaglia di Lepanto e in seguito fu sede di un orfanotrofio che insiste su costruzioni precedenti. L'area si trova sul Corso Garibaldi, adiacente al chiesa di San Giorgio al Corso.

### L'odeiondi via XXIV Maggio
Dell'antica struttura sopravvivono solo alcuni miseri resti, che permettono di riconoscere un edificio con una cavea in pietra. I resti dei gradoni si trovano dentro una stanza destinata a civile abitazione. Attualmente, non è possibile visitare la struttura. Alcuni studiosi, ipotizzano che l'odeion facesse parte di una struttura per spettacoli e non di un edificio istituzionale, benché il ritrovamento di colonne che, forse, sorreggevano un tetto, sembrano contraddire tale tesi.

### L'area archeologica di Piazza Italia
Con gli interventi di restauro e ristrutturazione eseguiti all'inizio del nuovo millennio è venuto alla luce un importante sito archeologico. In particolare le ripetute campagne di scavo effettuate tra il 2000 ed il 2004, che hanno interessato l'area sud orientale della piazza, hanno portato alla luce un sito di notevole interesse storico a testimonianza che la zona è da sempre al centro delle attività commerciali della città, riconoscibile attraverso la sovrapposizione in sei metri di ben undici fasi di edificazione, dal VII secolo a.C. fino ai primi del XIX secolo d.C.. Nello strato più profondo e più antico di epoca greca arcaica, sono stati rinvenuti alcuni frammenti di ceramica e murature in ciottoli, organizzate secondo un impianto ortogonale, che coincide col soprastante tracciato di epoca romana. A questa seconda fase, si fanno risalire quattro vani rettangolari, i cui muri sono caratterizzati da una doppia fase costruttiva, coincidente con la sovrapposizione di materiali diversi, forse riverbero dei danni causati dal terremoto che devastò la città intorno alla metà del IV secolo d.C. La terza fase, di epoca bizantina, risale ai secoli VI-X, ed è riconoscibile dalla presenza di alcuni vani adibiti ad attività commerciali, con pozzi e cisterne, all'interno dei quali sono state ritrovate monete che testimoniano l'importanza di Reggio nell'ambito del commercio marittimo dell'Impero Romano d'Oriente. Al XII secolo, in epoca normanna, appartiene probabilmente un muro lungo circa 12 metri che delimita un edificio, suddiviso in ambienti più piccoli, sede di attività artigianali legate alla lavorazione del bronzo. A conferma della vitalità economica e commerciale dell'area nell'Alto Medioevo, sono stati ritrovati numerosi reperti: monete bronzee (alcune con iscrizioni arabe), ceramiche invetriate di provenienza siculo-magrebina, vetri, metalli e perfino un tarì d'oro (moneta araba diffusa in Sicilia). La fase angioina, sviluppatasi durante il XIV secolo, è riconoscibile in una serie di edifici articolati nell'ambito di uno stesso isolato, che mantengono per lo più lo stesso andamento del sottostante impianto di epoca greca. Anche in questo caso, sono presenti molti vani adibiti a magazzino, delimitati da murature realizzate in materiale povero di provenienza locale.

## Altro

### Piazze principali

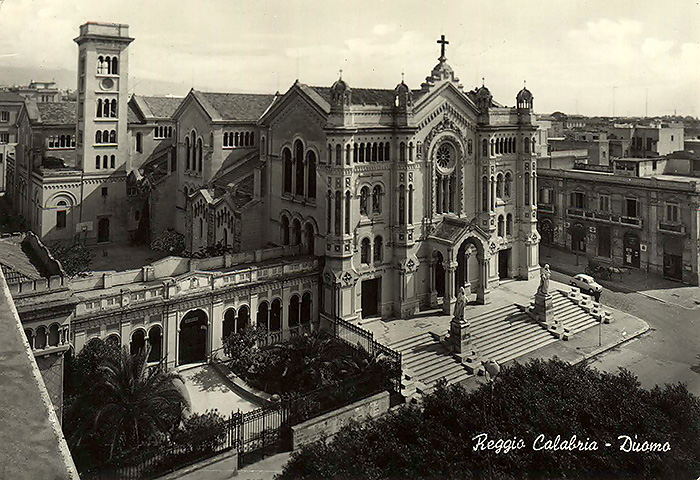
Una vecchia cartolina che mostra una parte della piazza con la Cattedrale.

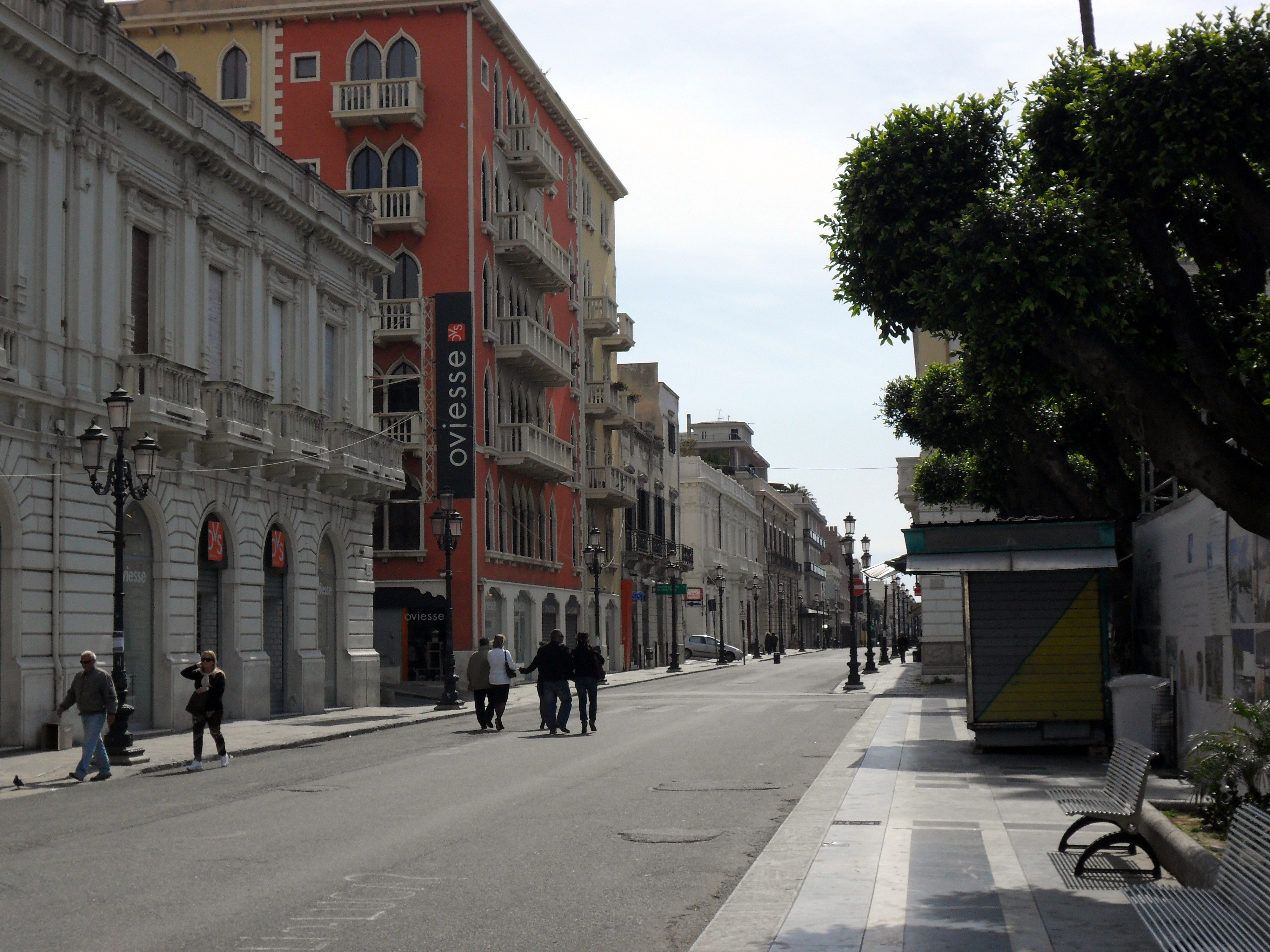
Uno scorcio di Corso Garibaldi

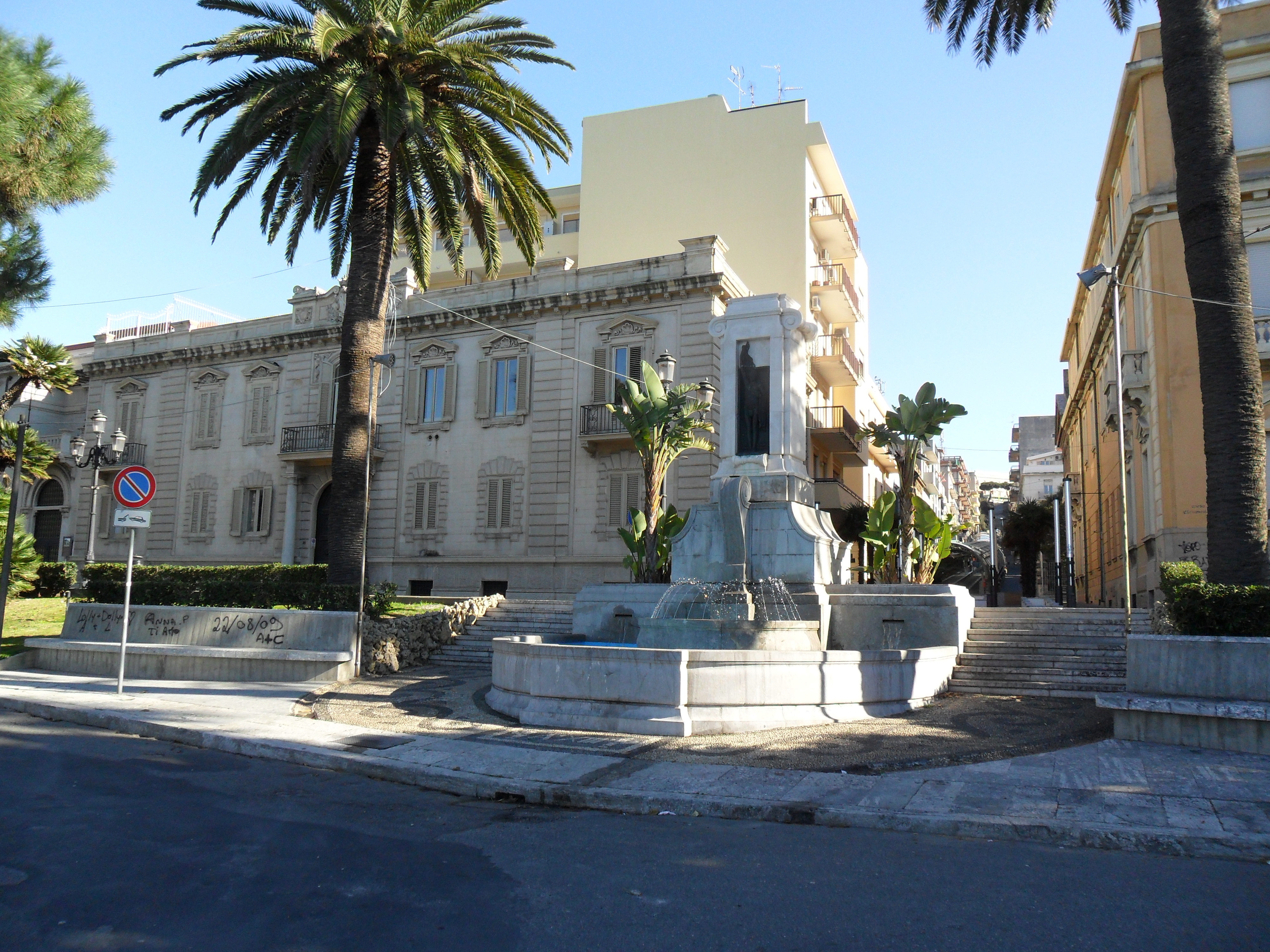
La Fontana del lungomare

- Piazza Camagna
- Piazza del Carmine
- Piazza Castello
- Piazza De Nava
- Piazza Duomo
- Piazza Garibaldi
- Piazza Indipendenza
- Piazza Orange

Recentemente restaurata, rappresentaun angolo storico della città ed attorno ad esso si snoda parte dell'economia reggina considerata la presenza di numerose attività commerciali. La piazza ospita una caratteristica fontana musicale.
- Piazza Vittorio Emanuele II detta Italia
- Piazza Carlo Mezzacapo detta Sant'Agostino
- Piazza del Popolo

### Vie principali
- Corso Garibaldi
- Corso Vittorio Emanuele III
- Lungomare Falcomatà
- Via Possidonea
- Via Aschenez
- Via Del Torrione
- Via Miraglia
- Via San Francesco di Paola
- Via Tommaso Campanella
- Via De Nava
- Viale Zerbi
- Viale Roma
- Via Reggio Campi
- Via Monsignor De Lorenzo
- Viale della Libertà
- Via Italia
- Via Santa Caterina d'Alessandria
- Viale Calabria
- Viale Aldo Moro
- Viale Galileo Galilei

### Fontane
- Fontana La Luminosa
- Le tre fontane
- Fontana della Fata Morgana
- Fontana musicale di piazza Orange
- Fontana di piazza del Carmine

### Monumenti-Statue-Stele commemorative

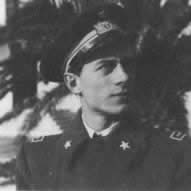
L'asso Giuseppe Cenni (MOVM) perse la vita per la difesa di R.Calabria, 4 settembre '43

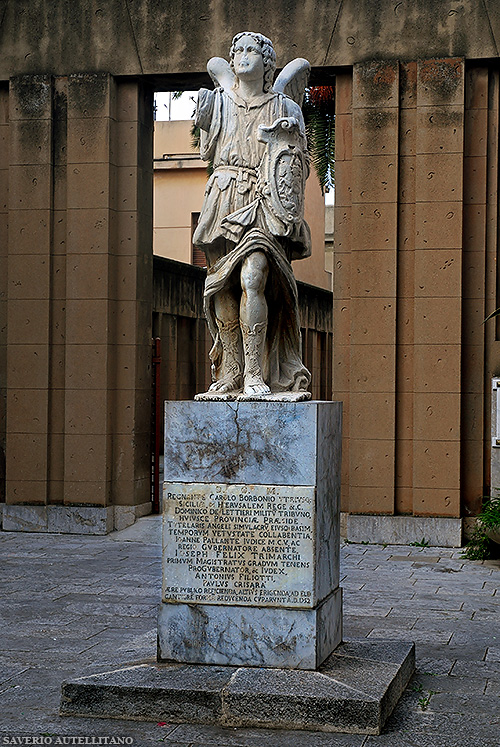
L'Angelo tutelare

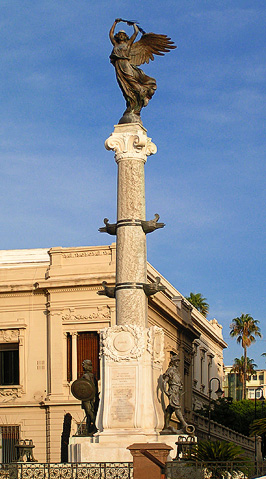
Monumento ai caduti di guerra

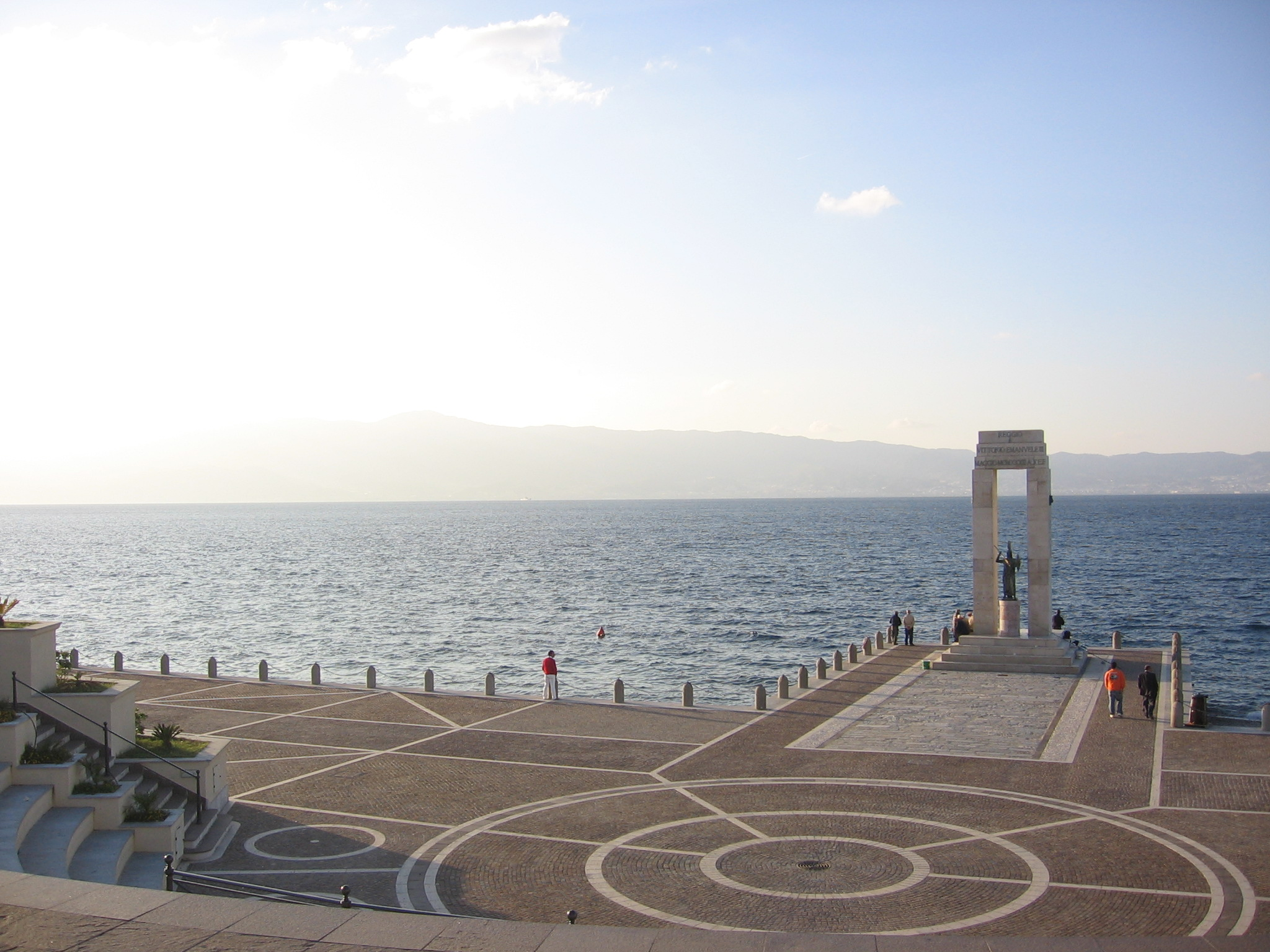
Il Cippo A vittorio Emanuele

- Monumento a Giuseppe Cenni (Medaglia d'oro al valor militare) scomparso sui cieli di Reggio Calabria il 4 settembre 1943

"La sezione di Reggio Calabria dell’Associazione Arma Aeronautica non ha dimenticato gli Eroi che nel cielo dell’Aspromonte si sacrificarono per la grandezza e l’onore della Patria. Tramite l’opera meritoria del Presidente, il Prof. Antonio D’Agostino, nella piazza antistante la Pineta Zerbi un monumento, inaugurato il 13 ottobre 1996, commemora la Battaglia Aerea del 4 settembre 1943 sui cielo di Reggio Calabria. Sulla terga c'è scritto: "Agli eroici caduti M.O.V.M. Magg. Giuseppe Cenni – Ravenna, M.A.V.M. Ten. Renato Moglia – Biella, M.A.V.M. Ten. Aldo Vitale – Milano Caduti sulle crespe aspromontane durante lo sbarco delle truppe anglo-americane a Reggio Calabria il 4 settembre 1943. L’ASPROMONTE VI ACCOLSE, S’OFFRI’AL GESTO PIÙ SQUISITO, V’ABBRACCIÒ, VI CONSERVÒ FRATERNAMENTE."
- Statua dell'Angelo Tutelare
- Monumento ai Caduti di tutte le guerre
- Monumento a Corrado Alvaro
- Monumento a Biagio Camagna
- Monumento a Giuseppe De Nava
- Monumento a Giuseppe Garibaldi
- Monumento all'Italia
- Monumento al Marinaio
- Portale di Casa Vitrioli
- Monumento al 38º parallelo
- Monumento allo sbarco di San Paolo Apostolo, che fondò la chiesa reggina
- Monumento a Francesco Sofia Alessio (di Alessandro Monteleone)
- Monumento a Ibico reggino, il poeta dell'amore.
- Monumento a Giuseppe Valentino, sindaco della ricostruzione dopo il terremoto del 1908;
- Monumento a Diego Vitrioli
- Tempietto, monumento all'antica area sacra della città greco-romana (vicino a Castelnuovo);
- Cippo marmoreo

Progettato dall'Architetto Camillo Autore e inaugurato nel maggio 1932 alla presenza dei Principi di Piemonte Umberto e Maria Josè di Savoia (e benedetto dall'Arcivescovo Carmelo Pujia), il Cippo Marmoreo venne eretto nel punto dove sbarcò Vittorio Emanuele III, il 31 luglio 1900, acclamato dalla popolazione reggina quale nuovo Re d'Italia dopo la morte del padre, Umberto I, ucciso a Brescia dall'anarchico Bresci. La scalinata e la statua in bronzo, che rappresenta Athena Promacos, portano la firma dello scultore messinese Bonfiglio. Al termine dei lavori di rifacimento del lungomare, nel 2001, il monumento è stato posto sul pontone al centro dell'Arena dello Stretto.
- Le Sirene dello Stretto, scultura ricavata dal tronco di uno dei grandi alberi del lungomare;
- La nascita di Reggio

L'opera bronzea, alta 2,30 m, rappresenta la fondazione della città. Il vaticinio rivelato ai Calcidesi, indicava il sito della fondazione nel luogo dove avrebbero notato una vite avviluppata ad un caprifico. La scultura, infatti, collegandosi al mito, rappresenta una figura umana che guarda verso il cielo, alla quale si avviluppa una vita, facendosi essa stessa carne umana. Il luogo dove sorge il monumento corrisponde approssimativamente alla vecchia foce del fiume Apsias, l'odierno Calopinace, successivamente fatta deviare nell'attuale sito.
- Le tre statue dell'artista Rabarama: Trans-lettera (bronzo, 2000), Labirintite (bronzo, 2000) e Co-stell-azione (alluminio, 2002)[5];

#### Steli
- Stele a Giovanni Pascoli

Posta sul lungomare cittadino, riporta alcune frasi del poeta sulla città:
Questo mare è pieno di voci e questo cielo è pieno di visioni. Ululano ancora le Nereidi obliate in questo mare, e in questo cielo spesso ondeggiano pensili le città morte. Questo è un luogo sacro, dove le onde greche vengono a cercare le latine; e qui si fondono formando nella serenità del mattino un immenso bagno di purissimi metalli scintillanti nel liquefarsi, e qui si adagiano rendendo, tra i vapori della sera, imagine di grandi porpore cangianti di tutte le sfumature delle conchiglie. È un luogo sacro questo. Tra Scilla e Messina, in fondo al mare, sotto il cobalto azzurrissimo, sotto i metalli scintillanti dell'aurora, sotto le porpore iridescenti dell'occaso, è appiattata, dicono, la morte; non quella, per dir così, che coglie dalle piante umane ora il fiore ora il frutto, lasciando i rami liberi di fiorire ancora e di fruttare; ma quella che secca le piante stesse; non quella che pota, ma quella che sradica; non quella che lascia dietro sé lacrime, ma quella cui segue l'oblio. Tale potenza nascosta donde s'irradia la rovina e lo stritolio, ha annullato qui tanta storia, tanta bellezza, tanta grandezza. Ma ne è rimasta come l'orma nel cielo, come l'eco nel mare. Qui dove è quasi distrutta la storia, resta la poesia.
Giovanni Pascoli, "Un poeta di lingua morta", Pensieri e discorsi, 1914
- Stele a Italo Falcomatà, sindaco della "Primavera di Reggio" a cui è intitolato il lungomare;

## Aree naturali

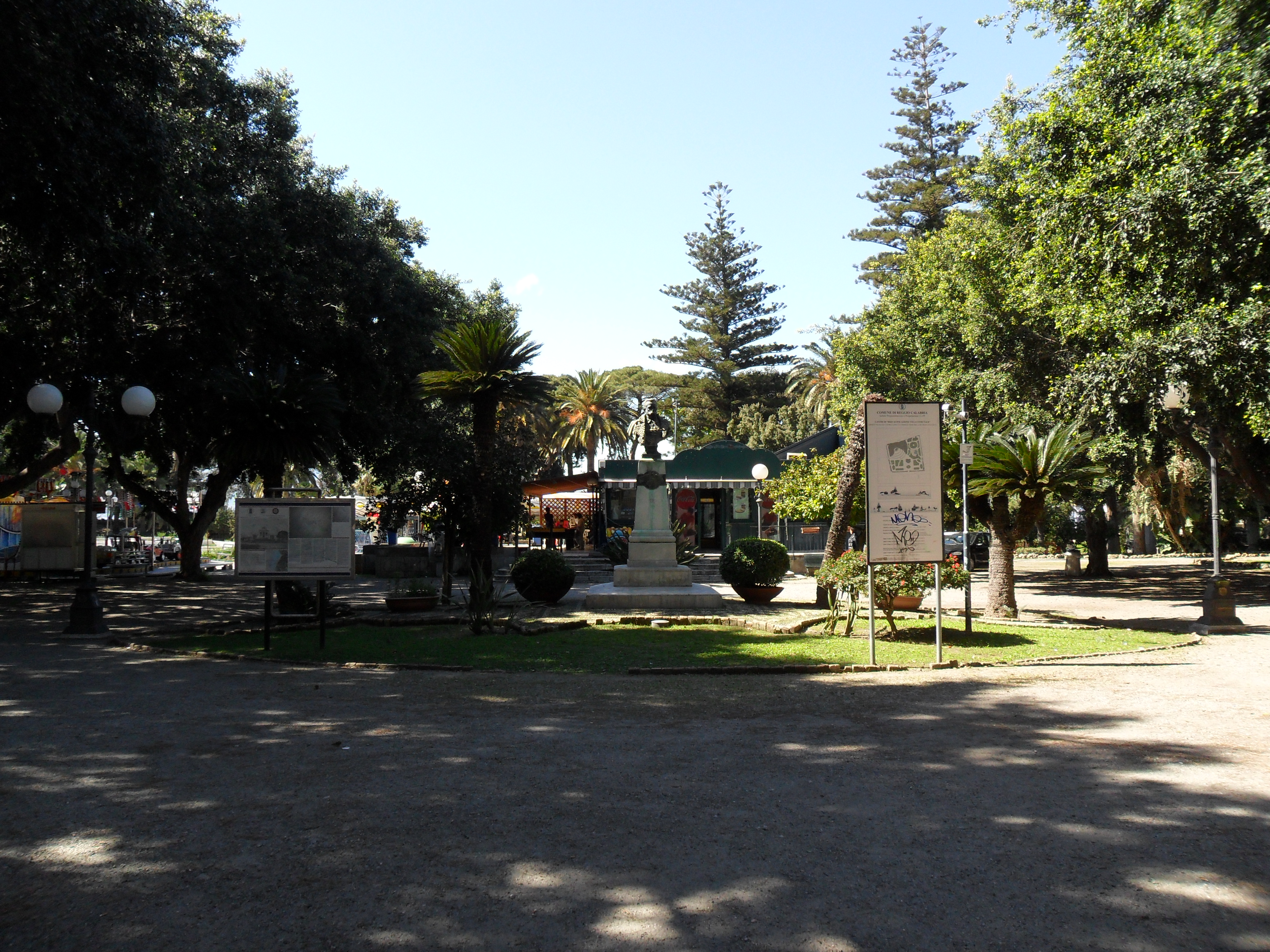
Villa Comunale Umberto I

- Villa comunale Umberto I: dove la vegetazione mediterranea convive con autentiche rarità provenienti da ogni parte del mondo. Fino a qualche anno fa ospitava un giardino zoologico.[6]
- Lungomare Falcomatà: un polmone di 2,5 km di verde con imponenti alberi e molte piante esotiche.
- Parco Caserta: un grande spazio verde che sorge sopra quella che fu la Fiera Agrumaria, al cui interno sorgono strutture sportive di rilievo.
- Parco della Rotonda, o Parco Robert Baden Powell: sorge immediatamente sotto la Piazza Rotonda vicino al santuario di San Paolo. Ospita un teatro ed un grande spazio di verde attrezzato dove vengono svolti spettacoli di animazione e intrattenimento per minori.
- Pineta Zerbi: spazio verde nei pressi della vecchia Stazione Lido (oggi divenuta Museo dello Strumento Musicale), dove ogni due settimane si tiene un mercatino domenicale dell'antiquariato.
- Parco della Mondialità: nel quartiere di Gallico, ospita riproduzioni delle abitazioni tipiche di antiche civiltà.
- Villa Guarna, nel quartiere di Sbarre.
- Il Palmarium[7], area a verde attrezzato sita nella zona prospiciente Palazzo Campanella, con piante di grande pregio e di specie talvolta uniche in Europa che provengono da tutte le cinque provincie calabresi.

### Periodici
- Carlo Migliavacca, Ricordo di un eroe: il magg. pil. Giuseppe Cenni, in Aeronautica, n. 8-9, Roma, Associazione Arma Aeronautica, 2013. (PDF)